# Gobiernos de Rodríguez Zapatero

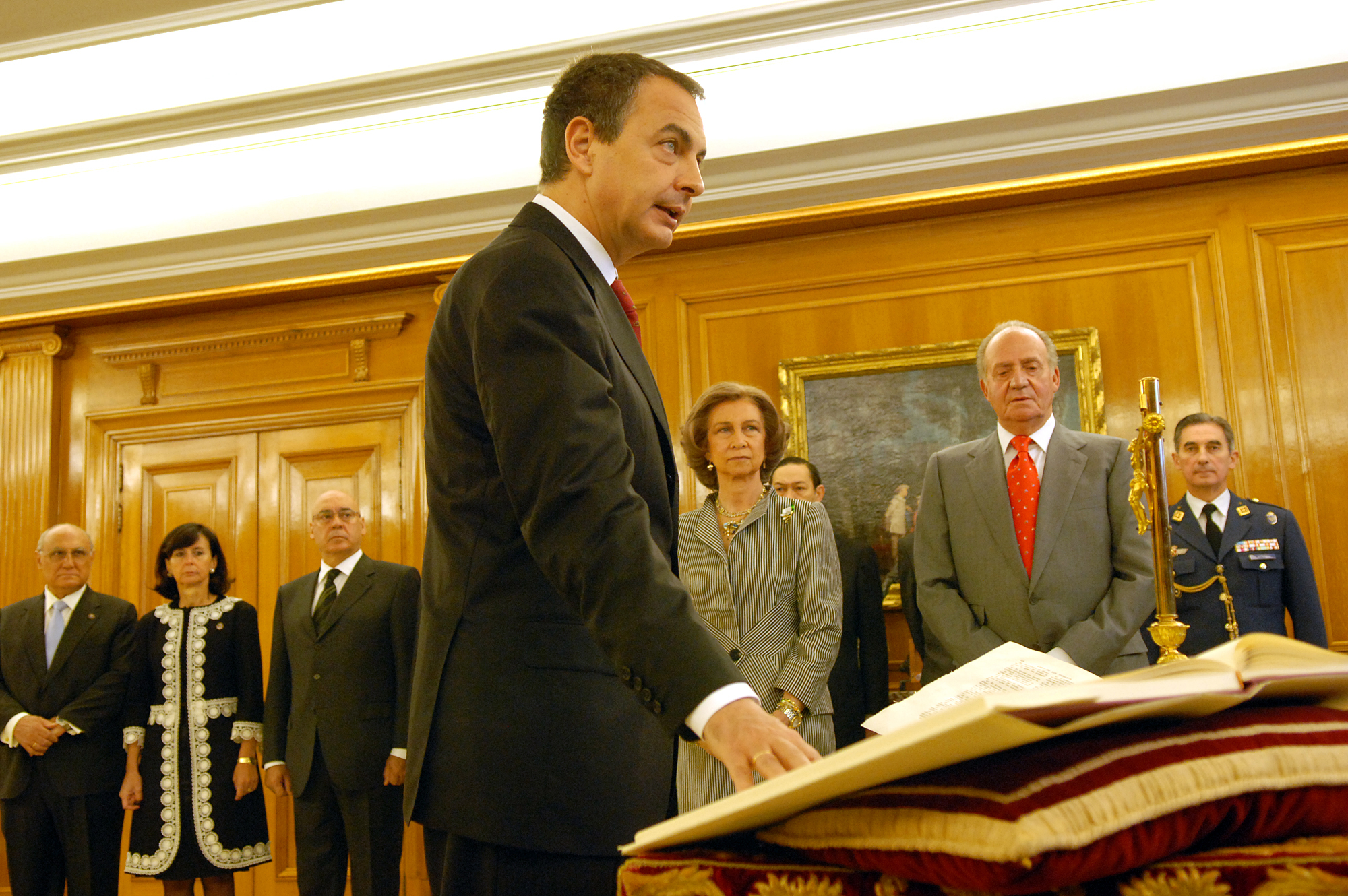
José Luis Rodríguez Zapatero prometiendo su cargo por segunda vez, en 2008.

Los gobiernos de Rodríguez Zapatero (2004-2011) constituyen el cuarto periodo del reinado de Juan Carlos I de España. Los cerca de ocho años en que gobernó en España José Luis Rodríguez Zapatero —lo que constituyó la segunda etapa de gobierno socialista del reinado, tras los gobiernos de Felipe González (1982-1996)— abarcaron dos legislaturas, que fueron muy diferentes entre sí. «La primera legislatura estuvo centrada en grandes debates políticos en torno a los derechos civiles y sociales, el modelo territorial, la negociación con ETA y la memoria histórica; la segunda, en cambio, quedó marcada por la crisis económica, que se llevó por delante todos los proyectos del Gobierno. La actuación de Zapatero fue también muy diferente en cada caso. En la primera legislatura asumió enormes riesgos políticos, fue audaz y original en muchas de sus iniciativas y gracias a ello consiguió un respaldo abrumador entre los ciudadanos de izquierdas en 2008… En la segunda, Zapatero fue a remolque de los acontecimientos…». Así, según el politólogo Ignacio Sánchez Cuenca, la primera legislatura (2004-2008) fueron «años de cambios» y la segunda (2008-2011) «años de crisis».

## La vuelta del PSOE al poder: los atentados del «11-M» y las elecciones del 14 de marzo de 2004

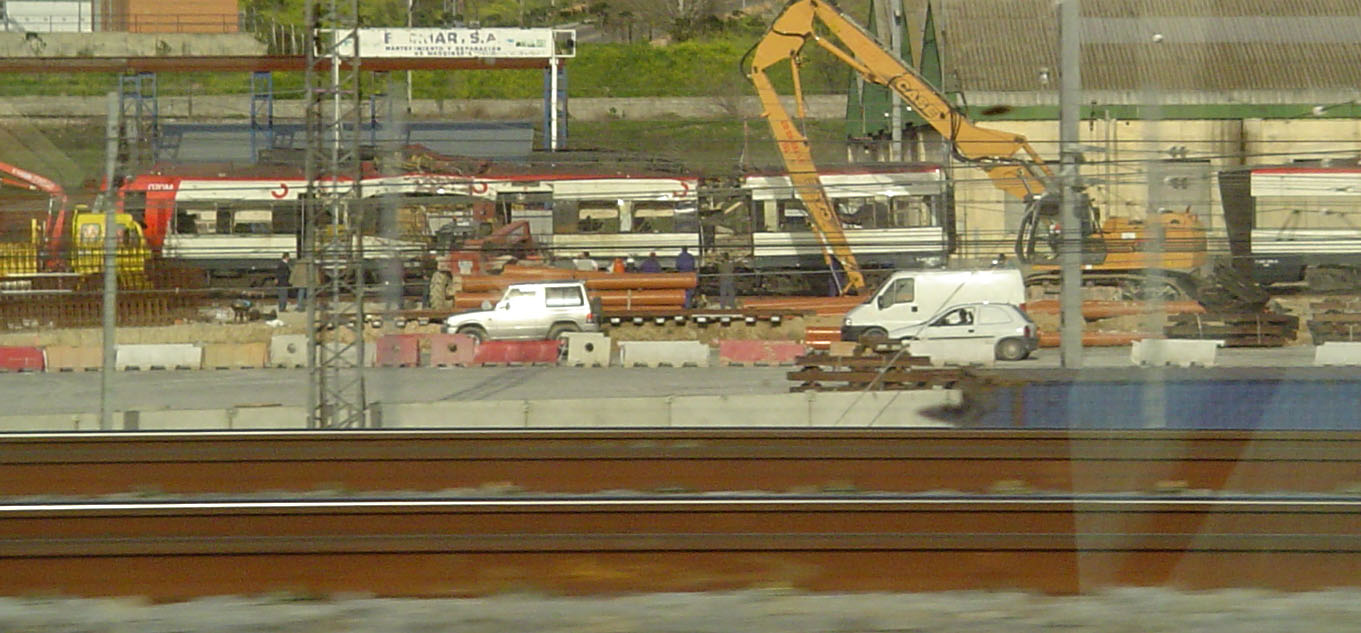
Uno de los trenes de cercanías en los que estallaron las bombas en el Atentado del 11 de marzo de 2004 en Madrid.

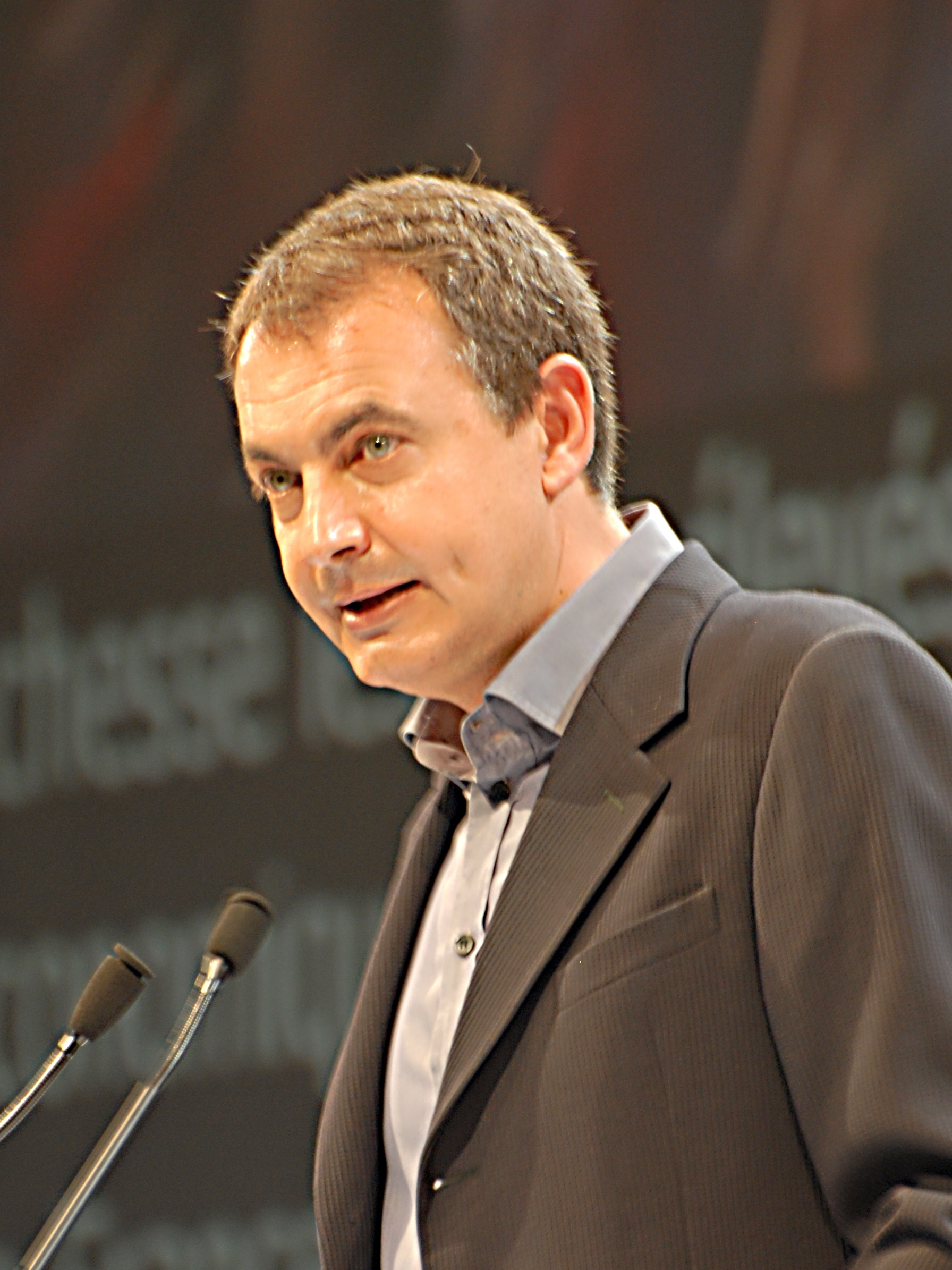
José Luis Rodríguez Zapatero en 2007.

El jueves 11 de marzo de 2004, tres días antes de la fecha señalada para la celebración de las elecciones generales, estallan en Madrid diez bombas en cuatro trenes de cercanías causando la muerte a 191 personas e hiriendo a más de 1.500. Se trató del mayor atentado terrorista de la historia española y europea y los partidos políticos decidieron dar por concluida la campaña electoral. Inicialmente se pensó que había sido obra de ETA, sospecha que confirmó el ministro del Interior Ángel Acebes pocas horas después. Sin embargo, la investigación de la policía pronto se inclinó por la pista del terrorismo islamista vinculado a Al-Qaeda —responsable de los atentados del 11-S—, aunque el gobierno mantuvo que la principal hipótesis seguía siendo ETA. La confusión sobre la autoría del atentado se puso de manifiesto en las masivas manifestaciones de rechazo al terrorismo que tuvieron lugar al día siguiente —las mayores de la historia de España, pues se calculó que unos 11 de millones de personas salieron a la calle ese día, viernes 12 de marzo— cuando parte de los asistentes gritaban «¿Quién ha sido?» y «Queremos saber la verdad» y otros «ETA asesina».
En la tarde del sábado 13 de marzo, jornada de reflexión de las elecciones del día siguiente, varios miles de manifestantes se concentraron ante las sedes del PP en las principales ciudades acusando al gobierno de «ocultar la verdad» y exigiendo «saber la verdad antes de votar», además de proferir gritos de «No a la guerra». A las 8 de la tarde compareció el ministro Acebes para informar de la detención de cinco marroquíes como presuntos responsables de los atentados. La supuesta autoría de ETA quedó en entredicho definitivamente cuando cuatro horas más tarde el ministro volvió a comparecer para comunicar que se había hallado un vídeo reivindicando el atentado en el que aparecía un individuo que, en árabe con acento marroquí, decía en nombre de Al-Qaeda:

Lo que ha ocurrido en Madrid… es una respuesta a vuestra colaboración con los criminales de Bush y sus aliados… [y] a los crímenes que habéis causado en el mundo y en concreto en Irak y en Afganistán y habrá más si Dios quiere.

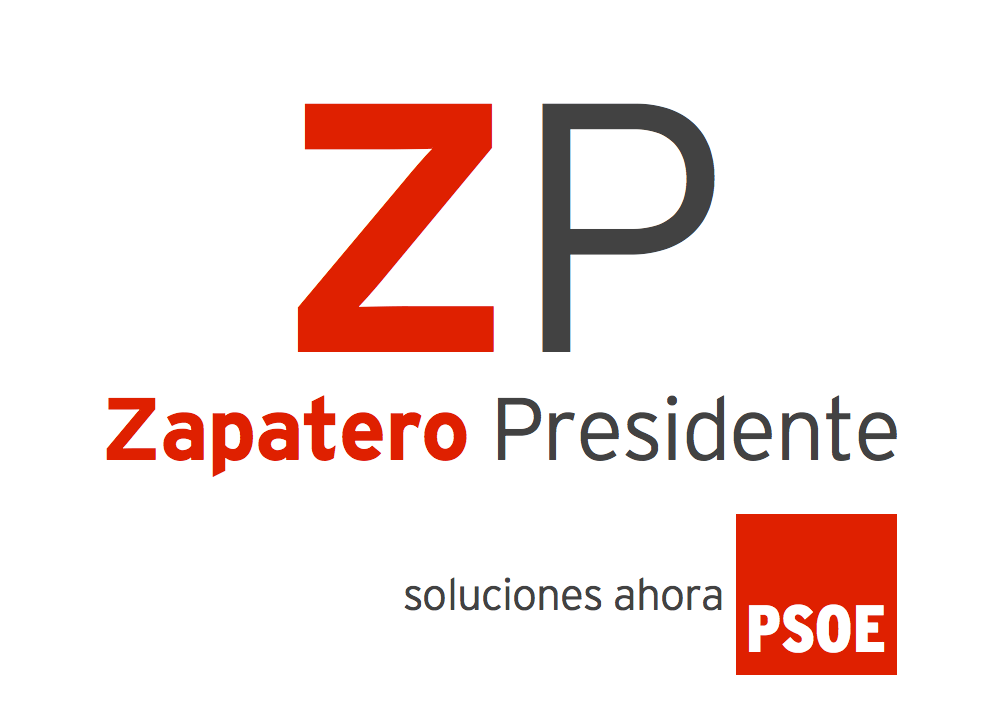
Cartel electoral del PSOE

El domingo 14 de marzo de 2004 se celebraron las elecciones y hacia las diez de la noche se confirmó que la victoria había sido para el PSOE, que consiguió 164 diputados −le habían faltado 12 para la mayoría absoluta−, mientras que el PP se quedó en 148. Un mes después, el 16 de abril, se produjo la tercera alternancia desde la recuperación de la democracia en España: José Luis Rodríguez Zapatero quedaba investido como nuevo presidente del gobierno, el quinto desde 1977. En el Congreso votaron a favor los diputados de su propio partido, el PSOE, más los de Esquerra Republicana de Catalunya, Izquierda Unida-Iniciativa per Catalunya, Coalición Canaria, Bloque Nacionalista Galego y Chunta Aragonesista. CiU, PNV, EA y Nafarroa Bai se abstuvieron. El PP votó en contra.

## La legislatura de los cambios (2004-2008)

### El giro en la política exterior: la retirada de Irak y el retorno a la «vieja Europa»

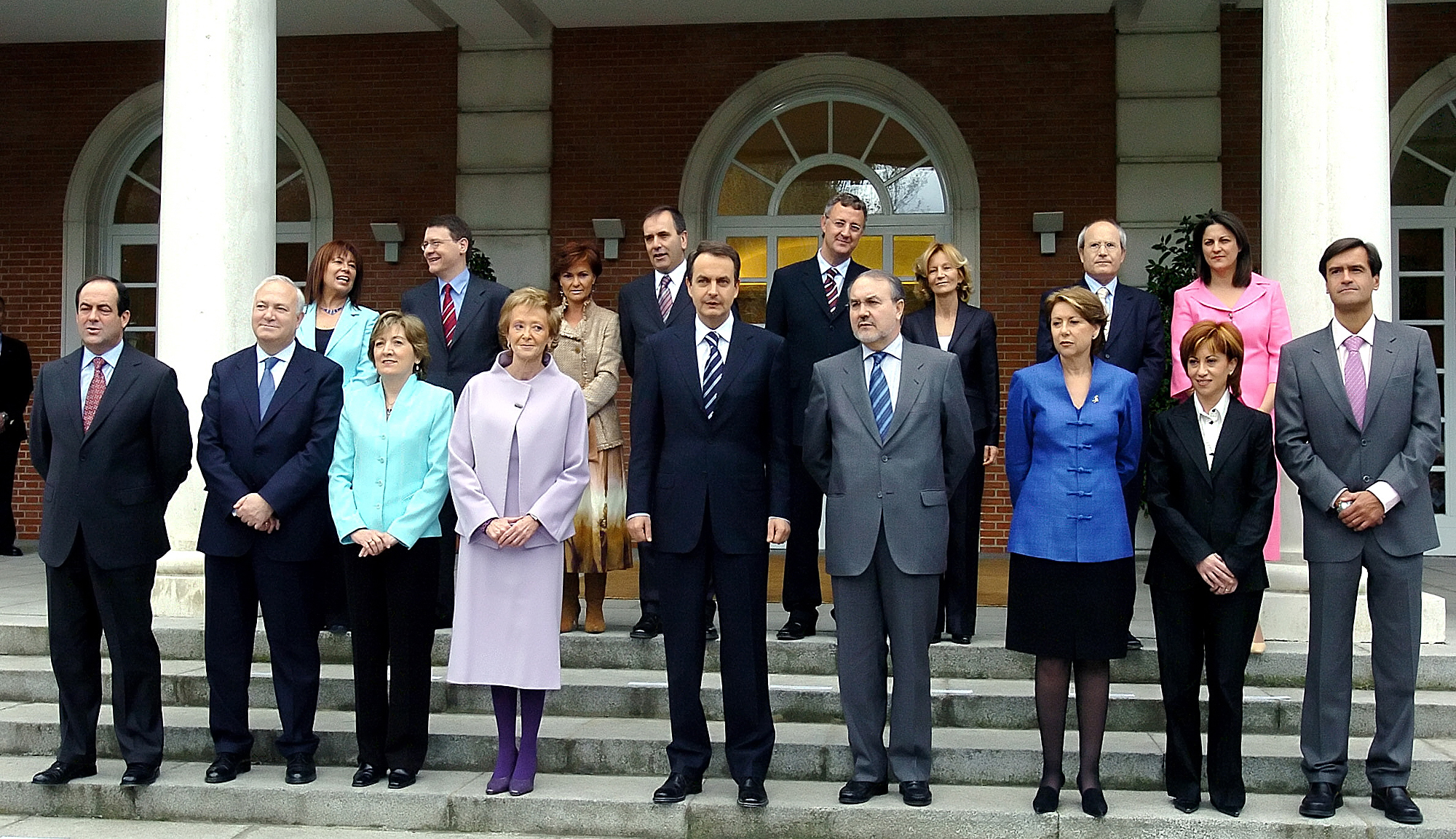
Primer gobierno de José Luis Rodríguez Zapatero, abril de 2004.

La primera decisión que adoptó el nuevo gobierno socialista presidido por José Luis Rodríguez Zapatero fue ordenar la retirada de las tropas españolas de Irak, cumpliendo así lo prometido durante la campaña electoral. Esta decisión enfrió notablemente las relaciones con Estados Unidos porque se tomó mucho antes del plazo prometido —el 30 de junio— y sobre todo porque fue seguida de un llamamiento de Rodríguez Zapatero al resto de los países con tropas en Irak para que también las retiraran.

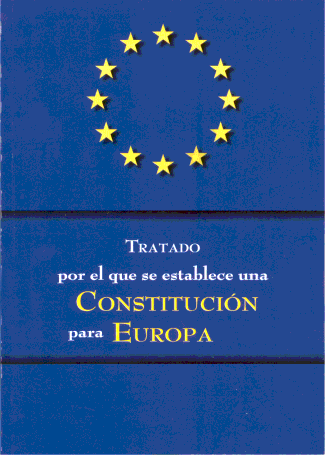
Edición del Tratado para el referéndum.

El abandono de la política «atlantista» del anterior gobierno presidido por Aznar fue acompañado del acercamiento a Alemania y a Francia, los dos países de la «vieja Europa» que habían encabezado la oposición a la invasión de Irak, lo que hizo posible, por otro lado, el desbloqueo de las negociaciones del nuevo Tratado por el que se establece una Constitución para Europa, al que se había opuesto Aznar, que fue firmado en Roma el 29 de octubre de 2004. Zapatero se apresuró a convocar un referéndum de ratificación del tratado celebrado el 20 de febrero de 2005. Consiguió la aprobación del 75% de los votantes pero se registró la abstención más alta de toda la democracia.

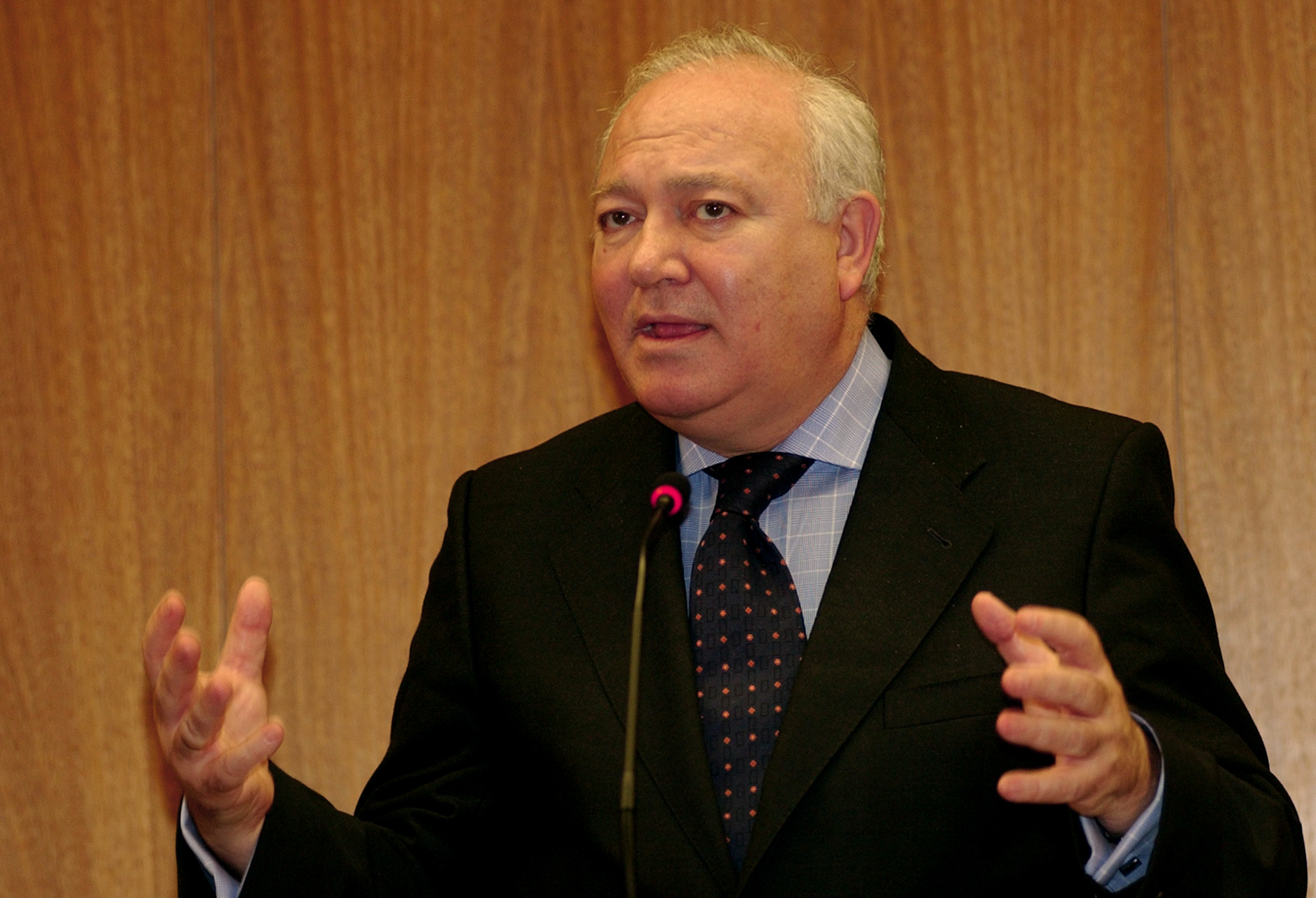
Miguel Ángel Moratinos, ministro de Asuntos Exteriores entre 2004 y 2010.

Sin embargo, Rodríguez Zapatero quedó aislado internacionalmente cuando el proyecto de la Constitución Europea naufragó —sumiendo a la Unión Europea en la peor crisis institucional de su historia— y, sobre todo, cuando Alemania y Francia se reconciliaron con Estados Unidos tras abandonar el poder sus dos principales aliados, el canciller alemán Gerhard Schröder y el presidente francés Jacques Chirac, sustituidos por Angela Merkel y Nicolas Sarkozy, respectivamente. Además la propuesta de Zapatero de la Alianza de Civilizaciones presentada ante la Asamblea General de la ONU de 2004 como alternativa a la guerra contra el terrorismo del presidente Bush encontró poco respaldo internacional.

### La oposición del PP: el «11-M» y la «estrategia de la crispación»

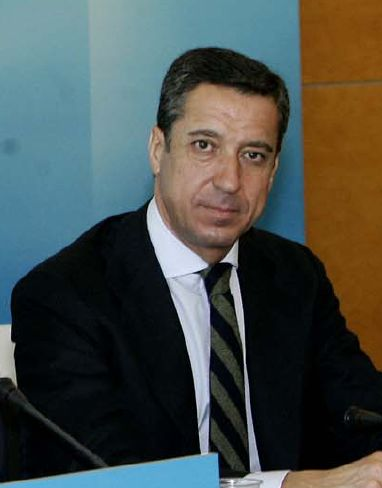
Eduardo Zaplana, portavoz parlamentario del PP

El Partido Popular culpó de su derrota en las elecciones a la «manipulación» de la opinión pública durante los dos días siguientes al atentado del 11-M por parte del PSOE y de los medios de comunicación afines. Así, el PP cuestionó implícitamente la legitimidad del nuevo gobierno y exigió que se formara una comisión de investigación en el parlamento para determinar la autoría del atentado. El PSOE aceptó pero ampliando el objeto de la comisión al análisis de los sucedido entre el «11-M» y el «14-M». Durante las sesiones de la comisión los portavoces del PP encabezados por Eduardo Zaplana asumieron la versión del «11-M» que fueron difundiendo dos medios de comunicación, el diario El Mundo y la cadena de radio COPE, según la cual detrás del atentado se encontrarían ETA y los servicios secretos de Marruecos y de otros países e incluso policías y agentes españoles afines al PSOE que se habrían ocupado de sembrar de pistas falsas la investigación con el objetivo de atribuirlo al terrorismo islamista y de esa forma derribar al gobierno del PP.
En octubre de 2007 el tribunal de la Audiencia Nacional que juzgó el caso determinó en la sentencia que los autores del 11-M habían sido los islamistas radicales que se suicidaron en un piso de la localidad de Leganés un mes después de perpetrar el atentado cuando la policía los tenía completamente cercados.

### La «ampliación de derechos» y la movilización de la Iglesia católica

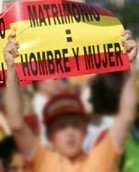
Manifestante del Foro de la Familia contra la ley del matrimonio homosexual.

El gobierno de Rodríguez Zapatero llevó al parlamento una serie de reformas legales para la «ampliación de derechos» ciudadanos, algunas de las cuales encontraron una dura oposición por parte de los sectores conservadores, especialmente la ley del reconocimiento del matrimonio homosexual, la llamada ley de divorcio exprés —que agilizaba de los trámites del divorcio—, la ley de igualdad —que establecía garantías para asegurar la presencia «paritaria» de las mujeres en la vida pública y laboral— o la Ley de la Memoria Histórica —que reconocía a las víctimas del bando vencido en la guerra civil española, como ya lo hizo la dictadura franquista en su momento con las del bando vencedor—.
En las movilizaciones contra estas reformas tuvo especial protagonismo la jerarquía de la Iglesia católica en España, que contó con el apoyo del papa Juan Pablo II que llegó a «denunciar públicamente al gobierno de Zapatero por impulsar el laicismo y la indiferencia religiosa». Así diversas organizaciones católicas, como el Foro de la Familia, convocaron y encabezaron varias manifestaciones multitudinarias en «defensa de la familia» y de la «libertad religiosa», a las que dio su apoyo el Partido Popular.
Asimismo los obispos católicos —y también el PP— se opusieron frontalmente a la reforma educativa de la LOE promovida por el gobierno y especialmente a la introducción en las escuelas de la nueva asignatura de Educación para la ciudadanía por constituir, a su juicio, un «ataque a la moral» de los católicos y promover el «laicismo radical» que no «respeta la Constitución». Ni las concesiones que realizó el gobierno, por ejemplo en los contenidos de la nueva asignatura, ni el generoso acuerdo que se alcanzó para financiar a la Iglesia católica a través del Impuesto de la renta, sirvieron de mucho para poner fin a la movilización católica dirigida por los obispos e impulsada desde la Cadena Cope (propiedad de la Iglesia).

### La polémica del nuevo Estatuto de Autonomía de Cataluña

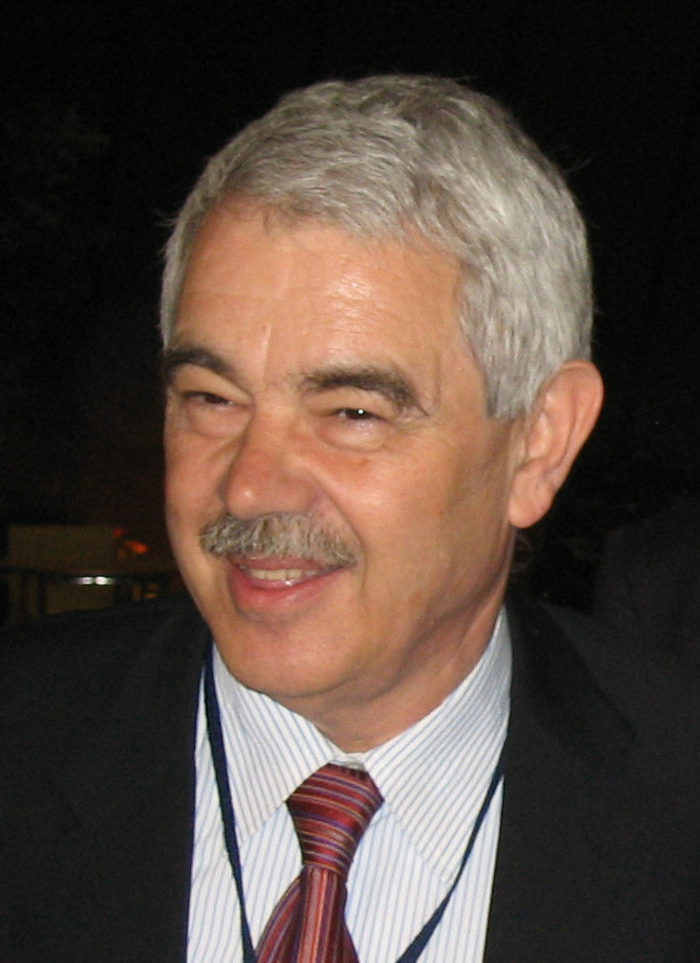
El socialista Pasqual Maragall, presidente de la Generalidad de Cataluña entre 2003 y 2006 y principal impulsor del proyecto de nuevo Estatuto.

Después de muchos meses de intensos debates, el Parlamento de Cataluña aprobó el 30 de septiembre de 2005, con el voto a favor de 120 diputados [los de PSC, ERC, ICV y CiU] y el voto en contra de los 15 diputados del PP, el proyecto de nuevo Estatuto de Autonomía de Cataluña en el que se afirmaba en su artículo 1.º que «Catalunya es una nación». Además se proponía un nuevo sistema de financiación que se aproximaba al sistema del concierto económico del que disfrutaban el País Vasco y Navarra; se ampliaban las competencias de la Generalidad y se «blindaban» para que el gobierno central no pudiera limitarlas mediante «leyes básicas»; y en fin se proponía una relación «bilateral» entre España y Cataluña que implícitamente reconocía la soberanía del «pueblo catalán». En seguida arreciaron las críticas contra la propuesta de nuevo Estatuto fundamentalmente por parte del PP y de los medios de comunicación afines porque suponía la instauración de un nuevo modelo «federal» o «confederal» del Estado que rompía abiertamente con la Constitución de 1978.
La dudosa constitucionalidad de la propuesta del nuevo Estatuto de Cataluña colocó en una difícil situación a Rodríguez Zapatero porque éste durante la campaña electoral se había comprometido a apoyar en las Cortes de Madrid el proyecto que aprobara el Parlamento de Cataluña. Los problemas de Zapatero se pusieron en evidencia cuando dentro de su propio partido, el PSOE, se alzaron voces en contra del Estatut y arreciaron las críticas contra el «catalanismo» y el «soberanismo» del principal impulsor del proyecto, el presidente de la Generalidad de Cataluña Pasqual Maragall, del PSC. Mientras el PP apoyado y alentado por los medios de comunicación conservadores convocaba actos y manifestaciones «en defensa de España».

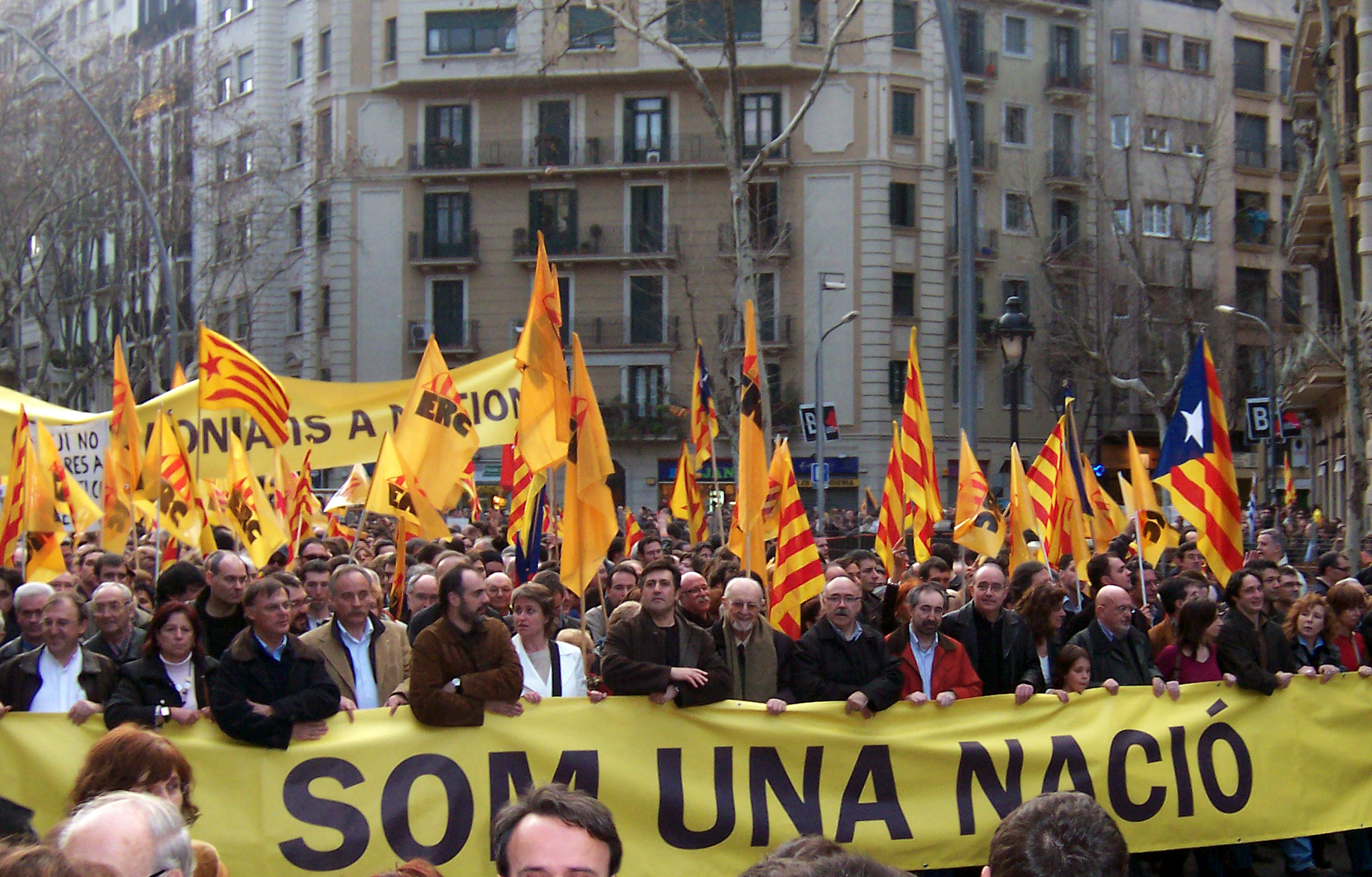
Manifestación «Som una nació i tenim el dret de decidir» convocada en Barcelona el 18 de febrero de 2006 por la Plataforma por el Derecho a Decidir y respaldada por Esquerra Republicana de Cataluña (ERC) para oponerse a los cambios introducidos por el Congreso de los Diputados en el proyecto de nuevo Estatuto de Autonomía aprobado por el Parlamento de Cataluña. En el centro el secretario general de ERC Josep Lluís Carod Rovira y otros dirigentes del partido. Esta manifestación está considerada como el punto de inicio del procés soberanista en Cataluña.

Se inició así un duro debate en las Cortes generales para eliminar de la propuesta del Parlament los elementos más claramente anticonstitucionales, pero uno de los socios del tripartito catalán, Esquerra Republicana de Catalunya (ERC) se opuso a los «recortes», por lo que Rodríguez Zapatero decidió negociar directamente con el dirigente de CiU Artur Mas, otro de los impulsores del nuevo Estatuto, alcanzando el 22 de enero de 2006 un acuerdo: la definición de Cataluña como nación fue relegada al preámbulo del Estatuto y se matizaron sus elementos «soberanistas», incluida la financiación autonómica y la relación «bilateral» entre el Estado español y Cataluña.
Esquerra Republicana de Cataluña rechazó el acuerdo entre Zapatero y Mas por lo que se produjo la paradoja de que en el referéndum que se celebró en Cataluña el 18 de junio de 2006 para aprobar el nuevo Estatuto ERC, uno de los impulsores del mismo, pidió el NO, lo que obligó a disolver el gobierno tripartito y a convocar nuevas elecciones para el 1 de noviembre de 2006, a las que ya no se presentó Pasqual Maragall obligado a retirarse por su propio partido —el también socialista José Montilla sería el nuevo presidente de la Generalidad de Cataluña, gracias a que se alcanzó un nuevo acuerdo tripartito y el líder de ERC Josep Lluís Carod Rovira fue nombrado vicepresident—.
Por su parte, el Partido Popular, que también hizo campaña por el "NO" en el referéndum —aunque por razones diametralmente opuestas a las de ERC—, presentó un recurso ante el Tribunal Constitucional.

### El giro en la política antiterrorista: el «proceso de paz»
Poco después de haber rechazado el 1 de febrero de 2005 en el Congreso de los Diputados —con el apoyo del PP— el Plan Ibarretxe que proponía convertir al País Vasco en un «Estado libre asociado» a España, Rodríguez Zapatero, sin consultarlo previamente con el líder del PP Mariano Rajoy, anunció que estaba dispuesto a «dialogar» con ETA para poner fin al terrorismo si mostraba una clara disposición a abandonar la violencia.

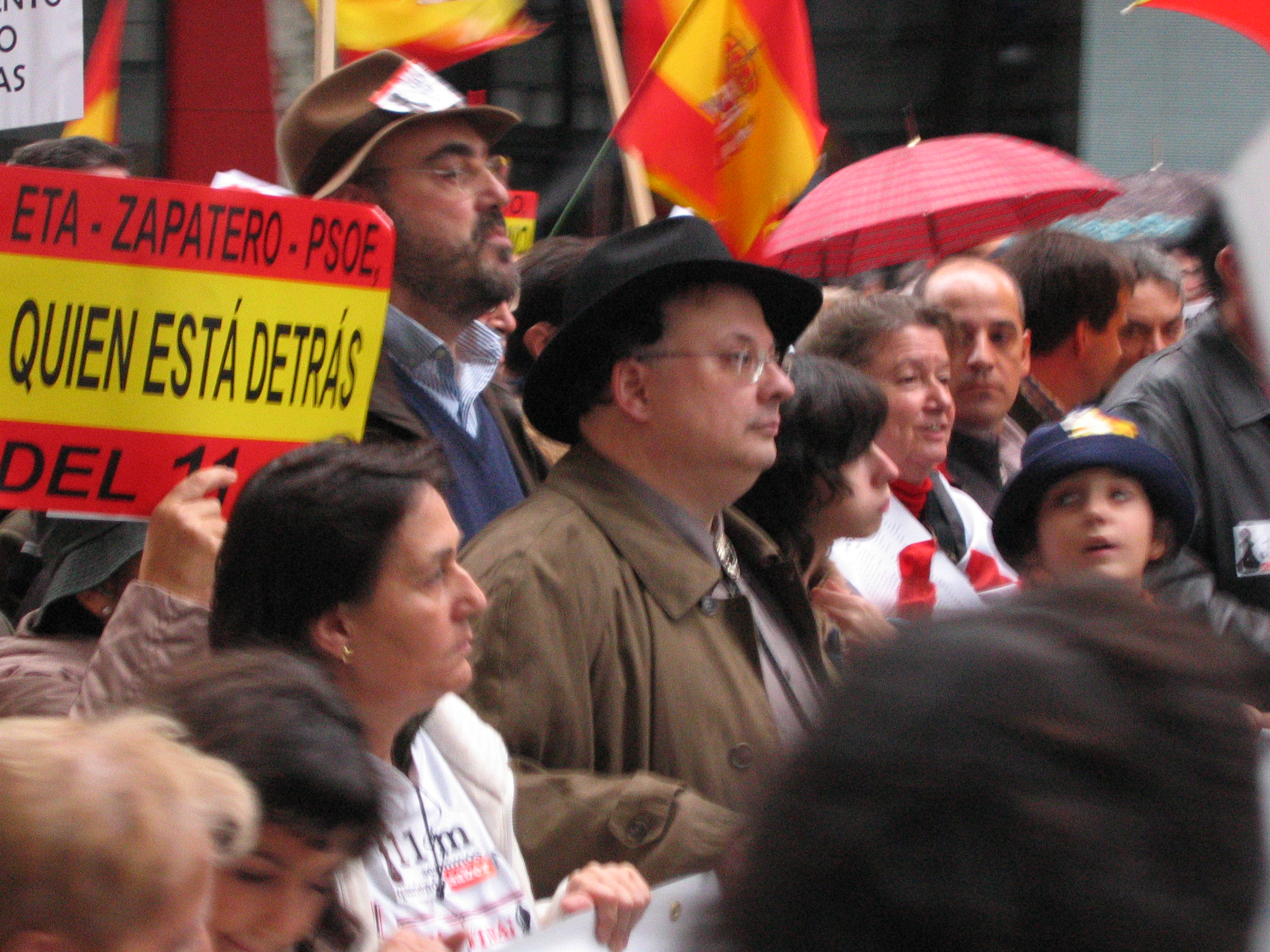
Manifestación en Madrid del 25 de noviembre de 2006 en contra de la negociación con ETA convocada por la Asociación de Víctimas del Terrorismo. En el centro el periodista de la COPE César Vidal.

Casi un año después, el 22 de marzo de 2006, ETA anunciaba un «alto el fuego permanente» y que hablaría con el gobierno sobre el «fin de la violencia» si paralelamente se formaba una «mesa de partidos» que incluiría a la ilegalizada Batasuna y en la que se discutirían los temas «políticos» del «conflicto». La respuesta del PP ante estos hechos fue acusar al gobierno de haber roto unilateralmente el Pacto Antiterrorista de 2000 y a continuación lo sometió a un intenso acoso tanto en las Cortes —donde Mariano Rajoy llegó a acusar a Zapatero de «haber traicionado a los muertos»— como en la calle, apoyando la larga serie de manifestaciones contra la «rendición» ante ETA que convocó la Asociación de Víctimas del Terrorismo y que congregaron en Madrid a cientos de miles de personas.
Sin embargo, la movilización contra el «proceso de paz», como lo llamaron sus defensores, no impidió que se iniciaran los contactos de los enviados del gobierno con la dirección de ETA, aunque pronto se comprobó que la banda terrorista no estaba dispuesta a abandonar las armas si no conseguía sus objetivos «políticos» —el reconocimiento del «derecho de autodeterminación» de Euskal Herria, que incluía también a Navarra—. Así para presionar al gobierno ETA intensificó la lucha callejera (kale borroka) y finalmente el 30 de diciembre de 2006 puso una bomba de gran potencia en la terminal T-4 del aeropuerto de Barajas que causó la muerte de dos personas y enormes daños materiales. Un día antes del atentado el presidente Rodríguez Zapatero había manifestado públicamente su confianza en el éxito del «proceso de paz».

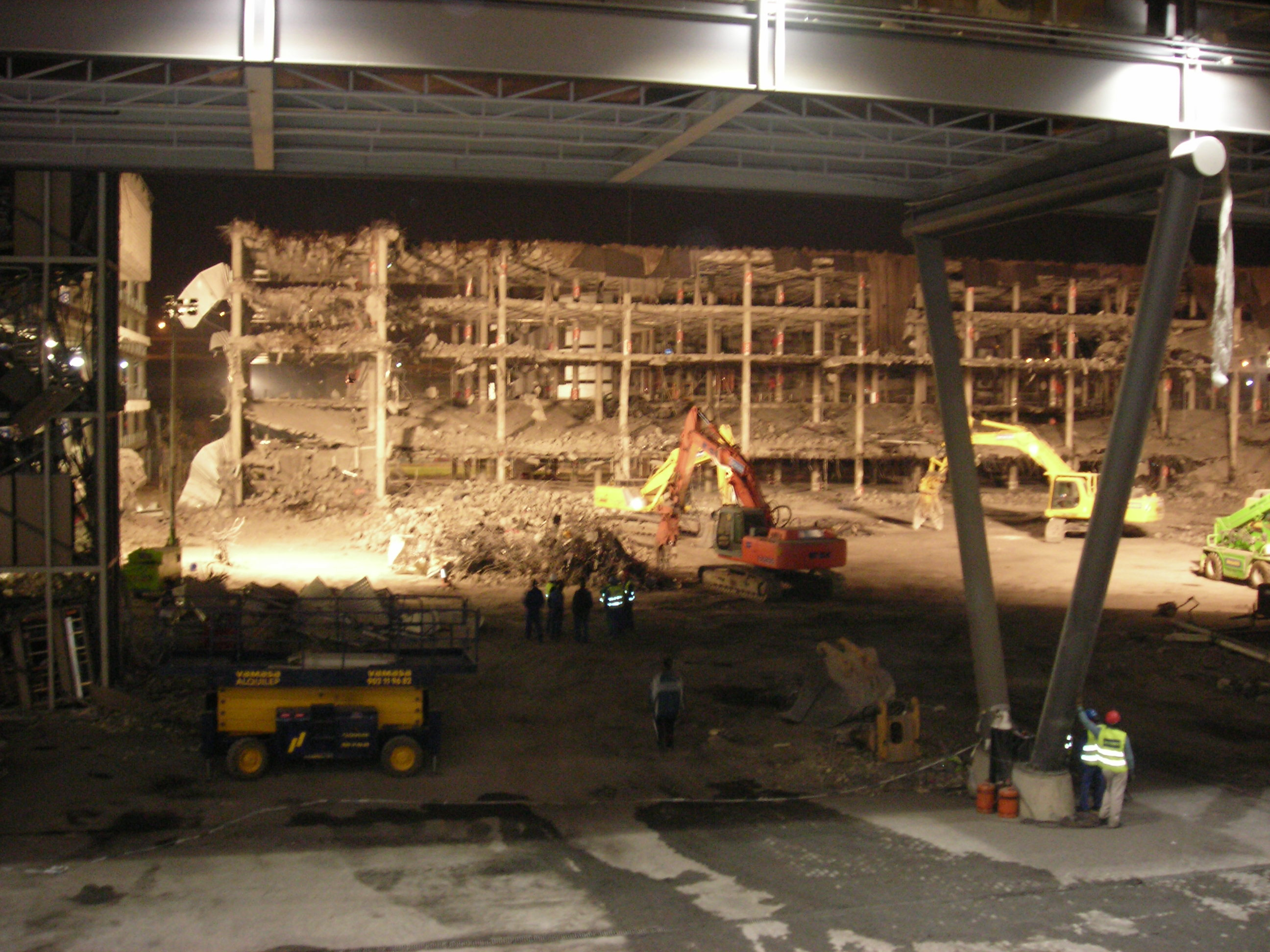
Atentado de la T-4 del aeropuerto de Barajas, 30 de diciembre de 2006.

El gobierno dio por «suspendido» el «proceso de paz», aunque aún mantuvo unos últimos contactos en los meses siguientes con la cúpula de ETA y de Batasuna, hasta que ETA anunció el 4 de junio de 2007 el fin de la tregua —las primeras víctimas mortales de la nueva oleada terrorista de ETA fueron dos guardias civiles asesinados en Capbreton, un pueblo del País Vasco francés, el 1 de diciembre de 2007—. La respuesta del gobierno fue volver a la presión policial y judicial contra ETA y Batasuna: la cúpula de Batasuna fue detenida y encarcelada, incluido su principal dirigente Arnaldo Otegi; el etarra José Ignacio de Juana Chaos perdió su prisión atenuada y volvió a la cárcel; se inició el proceso de ilegalización del Partido Comunista de las Tierras Vascas —que en las elecciones autonómicas vascas de abril de 2005 había podido presentarse recogiendo el voto de Batasuna— y de Acción Nacionalista Vasca —que en las elecciones municipales y forales de mayo de 2007 había podido presentar candidaturas en la mitad de los municipios vascos y navarros, a pesar de que se sospechaba de que detrás se encontraba Batasuna—. Como respuesta ETA asesinó a sangre fría a un exconcejal socialista de la localidad guipuzcoana de Mondragón la víspera de las elecciones generales de marzo de 2008.
«El proceso de paz, que en algunos aspectos no estuvo bien diseñado por parte del Gobierno, no dio los resultados esperados, pero generó las condiciones para que la izquierda abertzale decidiera distanciarse del terrorismo. La actitud dialogante del Gobierno y su disposición a explorar vías de solución mostró ante la sociedad vasca que el principal obstáculo para el final de la violencia era el cerrilismo de ETA y no el del Estado. ETA rompió el alto el fuego y lanzó una nueva oleada de violencia, aunque de alcance muy limitado comparada con la de 2000-2003. Las fuerzas de seguridad fueron muy eficaces en la desarticulación de los comandos: ETA, muy debilitada, no tuvo más remedio que seguir la apuesta por las vías pacíficas de su brazo político y retirarse del escenario poniendo fin al terrorismo».

### El «boom económico» y sus consecuencias

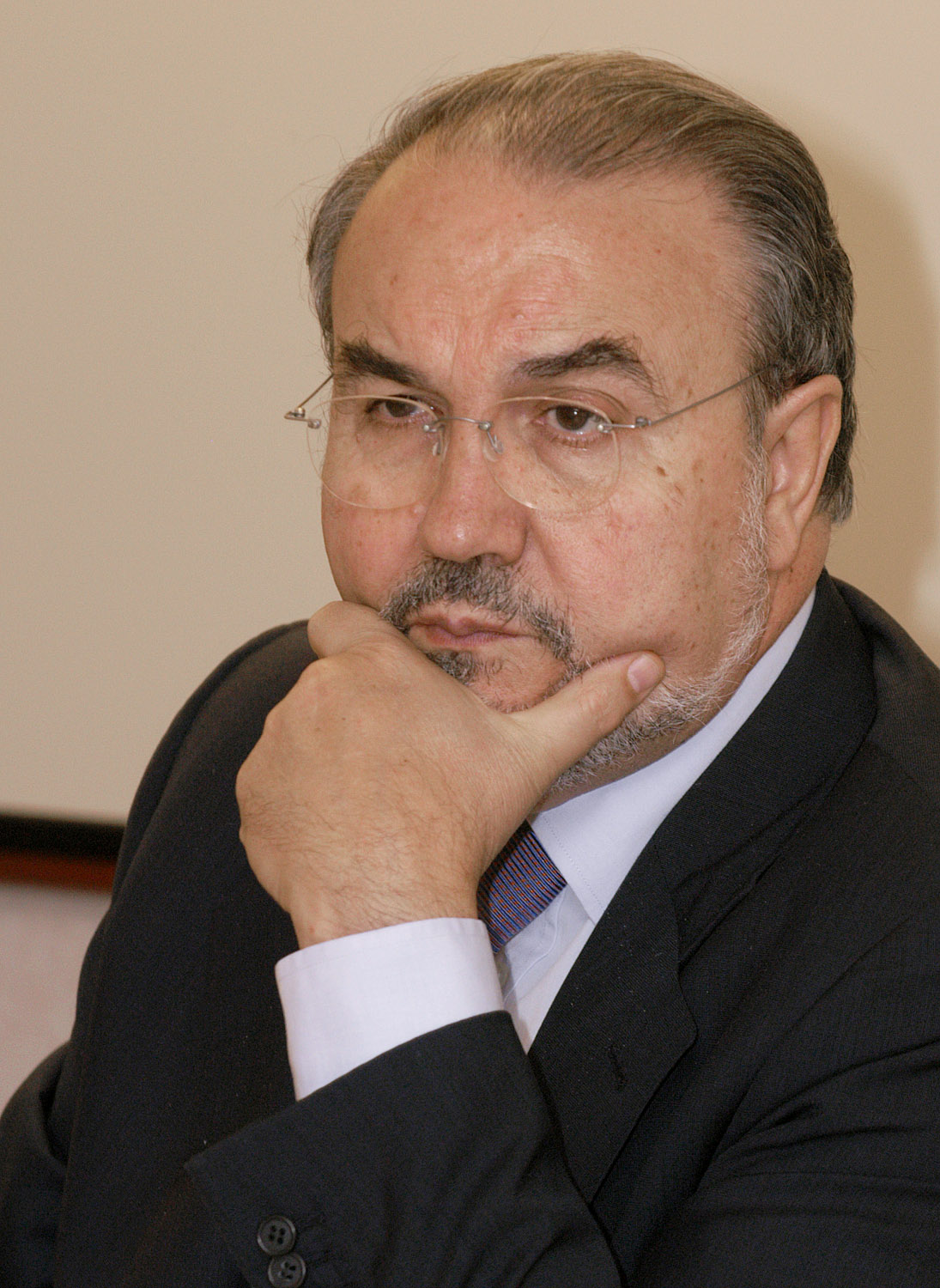
Pedro Solbes, ministro de Economía y Hacienda entre 2004 y 2009.

Cuando el PSOE llegó al gobierno se encontró con una economía en plena expansión, iniciada a mediados de los años noventa del siglo anterior. El ciclo expansivo continuó durante casi toda la legislatura obteniendo en algunos parámetros mejores resultados que en la «era de Aznar».
El gobierno intentó que el crecimiento se basara en el aumento de la productividad, que se había estancado durante los gobiernos de Aznar, pero el Plan Nacional de Reformas aprobado en 2005, que incrementó la inversión en I+D, no tuvo el efecto que se esperaba, y la productividad solo mejoró ligeramente. Por otro lado el gobierno no acometió la reforma fiscal que había prometido durante la campaña electoral.
El espectacular crecimiento económico iniciado a mediados de la década anterior había sido posible por la presencia de cientos de miles de emigrantes procedentes de América Latina, el Magreb y Europa oriental —y que convirtieron a España en el principal foco de inmigración de la Unión Europea—. Pero la mayoría de ellos eran emigrantes sin papeles por lo que el gobierno decidió proceder a una «regularización» masiva a lo largo de 2005 que afectó a unas 700.000 personas que obtuvieron el permiso de residencia presentando un contrato de trabajo. El PP acusó al gobierno de que con la medida había provocado un «efecto llamada» de nuevos emigrantes que esperaban conseguir fácilmente la legalización de su estancia en España. Una vez acabada la gran regularización de 2005 —que también fue criticada por la Unión Europea ya que no se le había consultado— el gobierno decidió endurecer su política inmigratoria para evitar la entrada de nuevos «ilegales». La integración de los cuatro millones de emigrantes que habían llegado a España en los últimos 10 años —por lo que los extranjeros suponían ya casi el 10% de la población— planteó un enorme reto para la sociedad española, pero no se produjeron graves incidentes racistas o xenófobos, lo que hizo de España una excepción en el contexto europeo.

### El fin de la «burbuja inmobiliaria» y el inicio de la «desaceleración» (2007-2008)

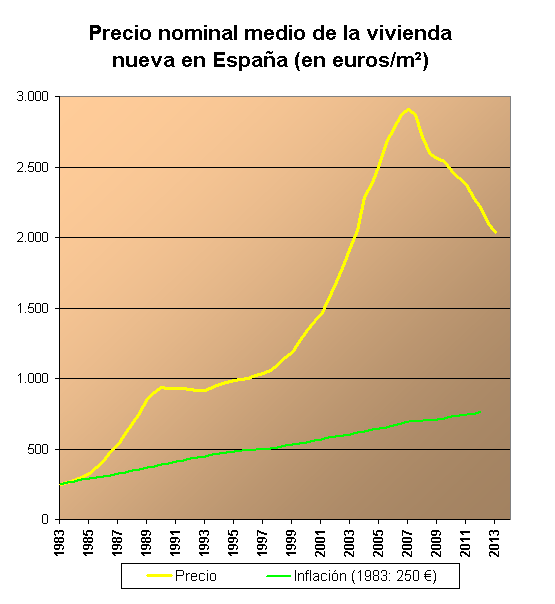
Evolución del precio de la vivienda nueva en España, según la Sociedad de tasación.

El principal «motor» del crecimiento económico en los años del «boom» fue el sector de la construcción, cuya progresión se vio favorecida por la política monetaria expansiva del Banco Central Europeo y por las decisiones de los Gobiernos de Aznar como la Ley del Suelo de 1998 y la desgravación fiscal por la compra de vivienda. El gobierno de Zapatero continuó con esta política: mantuvo la desgravación por vivienda y solo en 2007 reformó la ley del suelo.
La construcción de viviendas —en 2006 se alcanzó el cénit con el inicio de cerca de 800.000 viviendas nuevas— estaba motivada por el crecimiento de la demanda, pero gran parte de ella era el resultado de un movimiento especulativo en torno al «ladrillo» ya que muchas personas no compraban las viviendas para habitarlas sino para colocar sus ahorros esperando venderlas más tarde a un precio superior. Así fue como se alimentó la «burbuja inmobiliaria en España».
Pero en el verano de 2007 el estallido de la crisis de las hipotecas subprime en Estados Unidos tuvo una inmediata repercusión en Europa y especialmente en España, donde los precios de la vivienda dejaron de aumentar, el sector de la construcción se paralizó y ello arrastró al conjunto de la economía que comenzó a crecer a menor ritmo con el consiguiente incremento del desempleo —que en junio de 2007 había alcanzado mínimos históricos, al situarse la tasa de paro por debajo del 8%—. La «desaceleración», como llamó el gobierno al inicio de la crisis, estuvo acompañada inicialmente de un aumento de la inflación, como consecuencia de la escalada de los precios del petróleo, de determinadas materias primas y de los alimentos. Así a partir del otoño de 2007 el debate político pasó a centrarse en la economía y se convirtió en el tema estrella de la campaña de las elecciones generales de marzo de 2008. Rodríguez Zapatero prometió que se alcanzaría el pleno empleo en la siguiente legislatura, lo que constituyó una «irresponsabilidad política» porque ya entonces existía «un cierto consenso en que la situación económica internacional iba a atravesar por dificultades y, por lo tanto, muchos esperaban que la evolución del empleo no fuera tan halagüeña como lo había sido en los años anteriores».

## La legislatura de la crisis (2008-2011)

### Las elecciones generales de marzo de 2008

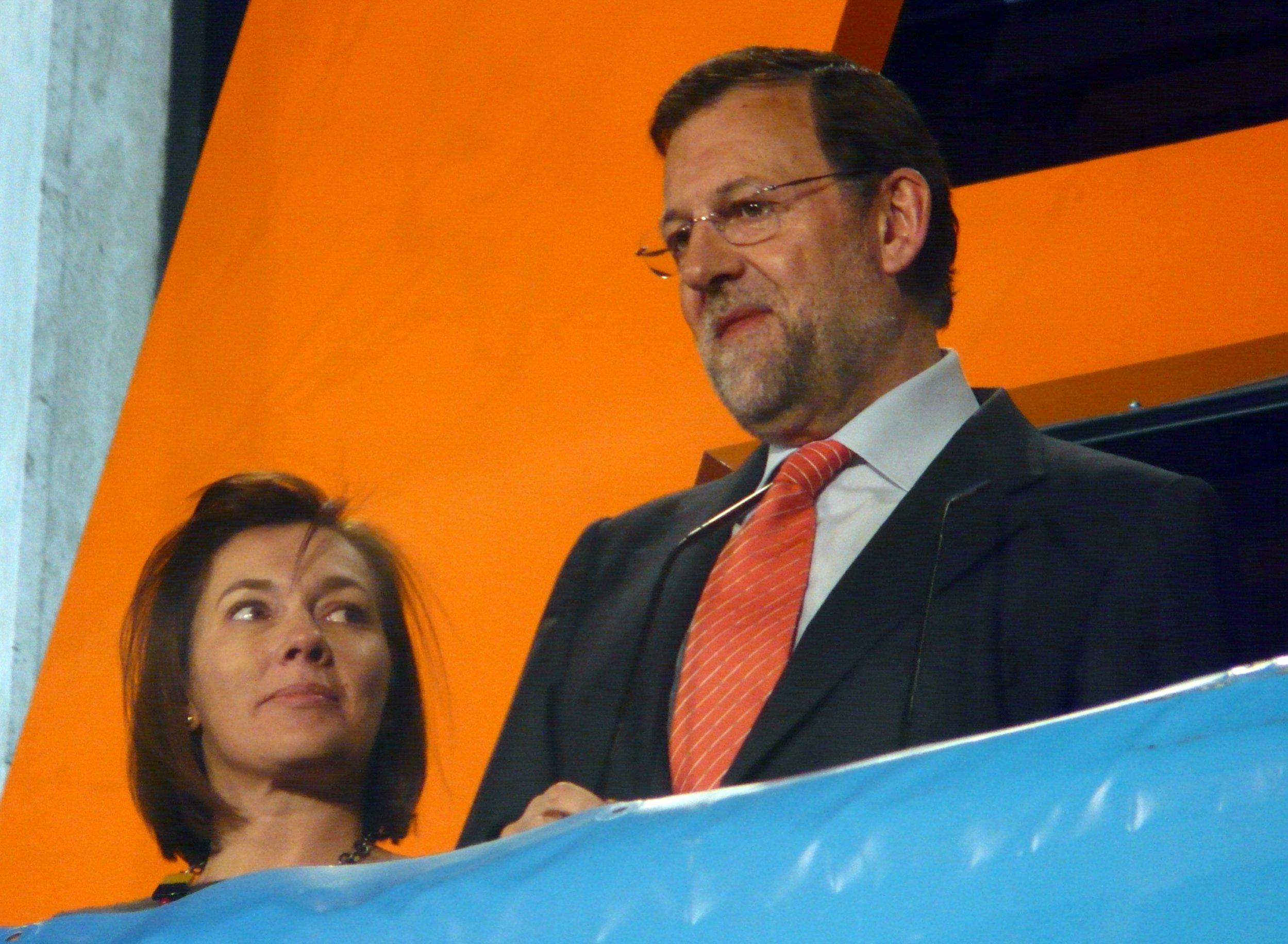
Mariano Rajoy junto a su esposa en el balcón de la sede del PP en la calle Génova de Madrid la noche de las elecciones del 9 de marzo de 2008.

El PSOE revalidó su triunfo de 2004 en las elecciones generales de marzo de 2008 en las que superó los 11 millones de votos y obtuvo 5 diputados más que en 2004 (169 en total), aunque siguió sin alcanzar la mayoría absoluta. Según el politólogo Ignacio Sánchez Cuenca, el PSOE ganó cerca de dos puntos porcentuales de voto respecto a 2004 gracias a «una activación considerable del voto de izquierdas».
Por su parte, el PP creció en votos —sobrepasando los 10 millones— y en diputados (158), pero no logró su objetivo de desalojar a Rodríguez Zapatero del poder, por lo que el liderazgo de Mariano Rajoy fue cuestionado, abriéndose así una crisis interna que solo se resolvió en el congreso del partido celebrado en junio en Valencia y en el que Rajoy salió reelegido al frente de un PP renovado. Crisis parecidas padecieron los otros dos grandes derrotados en las elecciones: Izquierda Unida (que se quedó con dos diputados) y Esquerra Republicana de Catalunya (que pasó de 8 a 3).

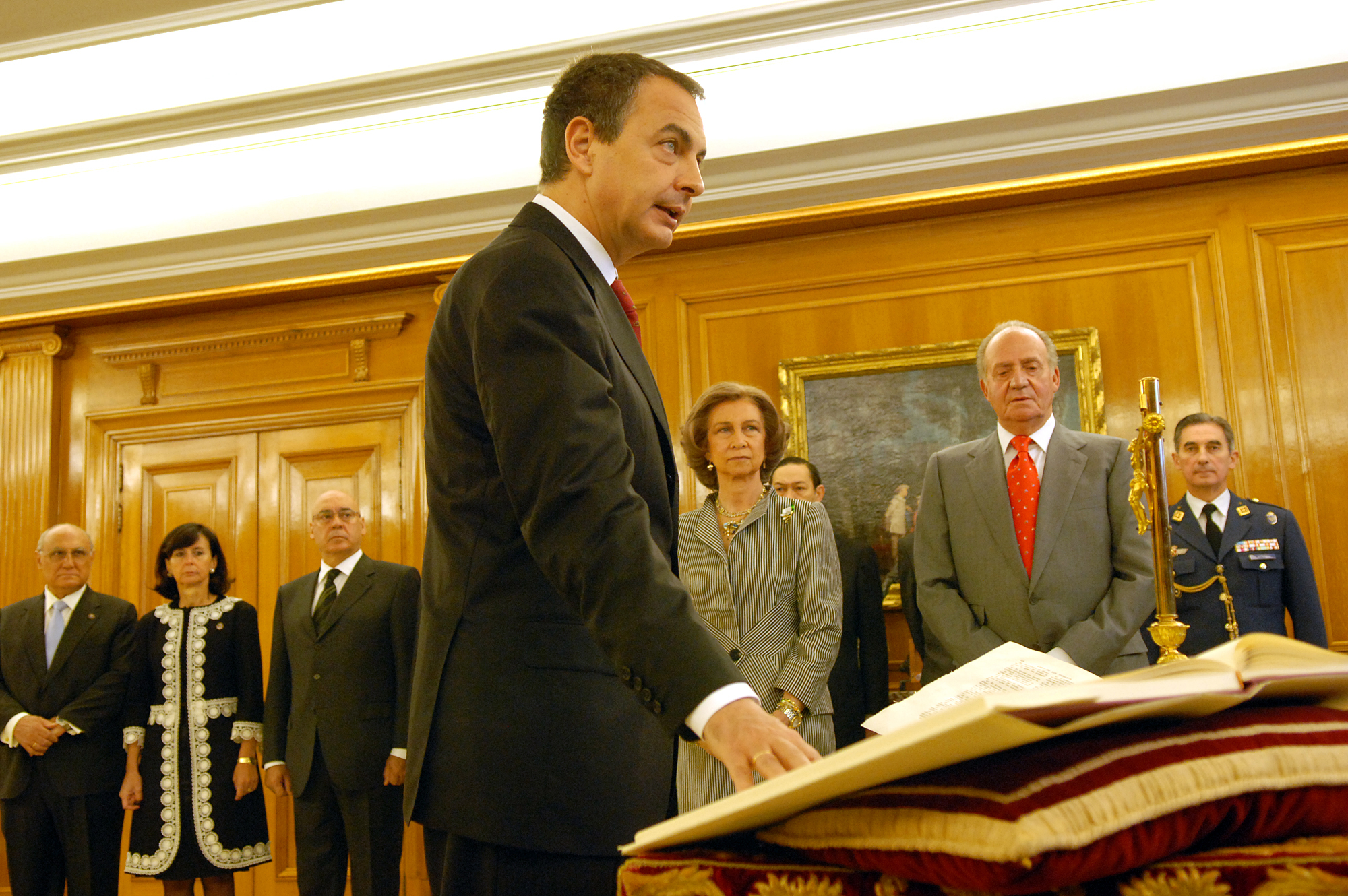
Zapatero prometiendo su cargo de presidente del gobierno ante el rey Juan Carlos I en abril de 2008

En esta ocasión Rodríguez Zapatero no quiso negociar ningún apoyo para lograr la investidura como presidente del gobierno, por lo que salió elegido únicamente con los votos de su partido el 11 de abril de 2008, siendo ésta la única vez que ha ocurrido tal cosa en la democracia española hasta la fecha. El PP votó en contra, así como los 3 diputados de ERC, su antiguo aliado, y la diputada del nuevo partido Unión Progreso y Democracia Rosa Díez —una antigua dirigente socialista que abandonó el PSOE por estar en completo desacuerdo con la política territorial y antiterrorista de Rodríguez Zapatero—. Se abstuvieron CiU (10 diputados), PNV (6), Coalición Canaria (2), BNG (2) y Nafarroa Bai (1).

### La crisis económica

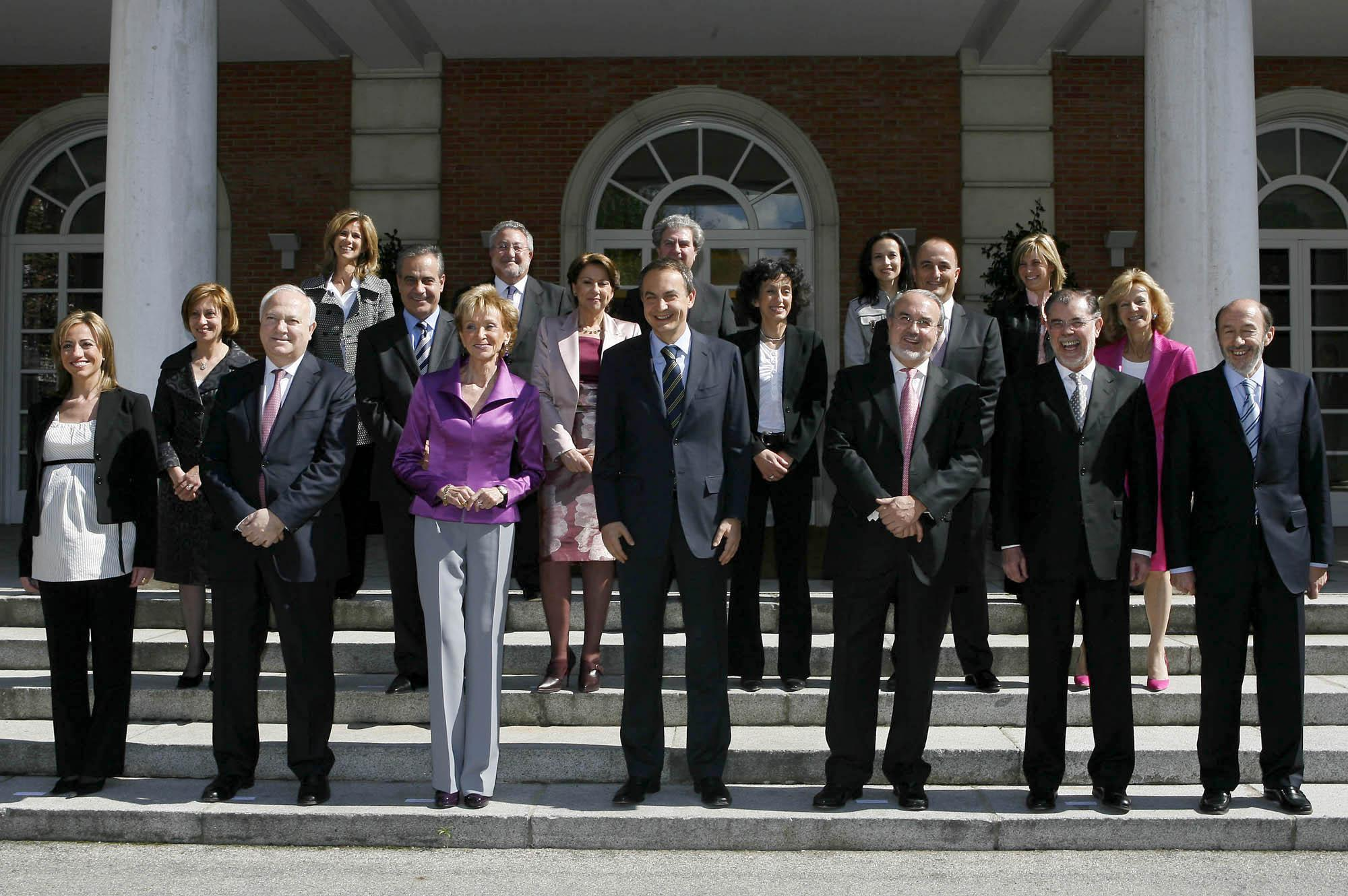
Segundo gobierno de José Luis Rodríguez Zapatero, abril de 2008.

Tras las elecciones las perspectivas económicas no solo no mejoraron sino que a partir de septiembre empeoraron notablemente como consecuencia del impacto de la crisis internacional desencadenada por la quiebra del banco de inversión norteamericano Lehman Brothers. Así en lugar de avanzar hacia el «pleno empleo» como Rodríguez Zapatero había prometido en la campaña electoral, la economía española entró en recesión y el paro se disparó, inicialmente en el sector de la construcción —la burbuja inmobiliaria española también estalló— y luego en el resto. Como ha señalado Ignacio Sánchez-Cuena, «Zapatero y su Gobierno fueron engullidos por la crisis». Los primeros y más afectados por el desempleo fueron los emigrantes que a menudo carecían de las redes sociales y familiares que actuaban de «amortiguadores».
Inicialmente el presidente se negó a utilizar la palabra «crisis» y prefirió hablar de «desaceleración del crecimiento», lo que provocó «una ruptura entre Zapatero y una opinión pública que, por lo general, había apoyado anteriormente su gestión. Dicha ruptura se ahondó con los numerosos vaticinios económicos optimistas que hizo Zapatero y que fueron refutados una y otra vez por hechos tozudos que anunciaban una crisis más profunda de lo que el Gobierno estaba dispuesto a admitir».
El gobierno se enfrentó a la crisis con medidas típicamente keynesianas de estímulo de la demanda, entre las que destacó el Plan Español para el Estímulo de la Economía, más conocido como «Plan E», aprobado a finales de 2008. Sin embargo, el PIB cayó en 2009 un 3,7% y la tasa de paro superó el 20% de la población activa, aunque algunos estudiosos estiman que sin el paquete de estímulo del gobierno la caída del PIB habría sido aún mayor.

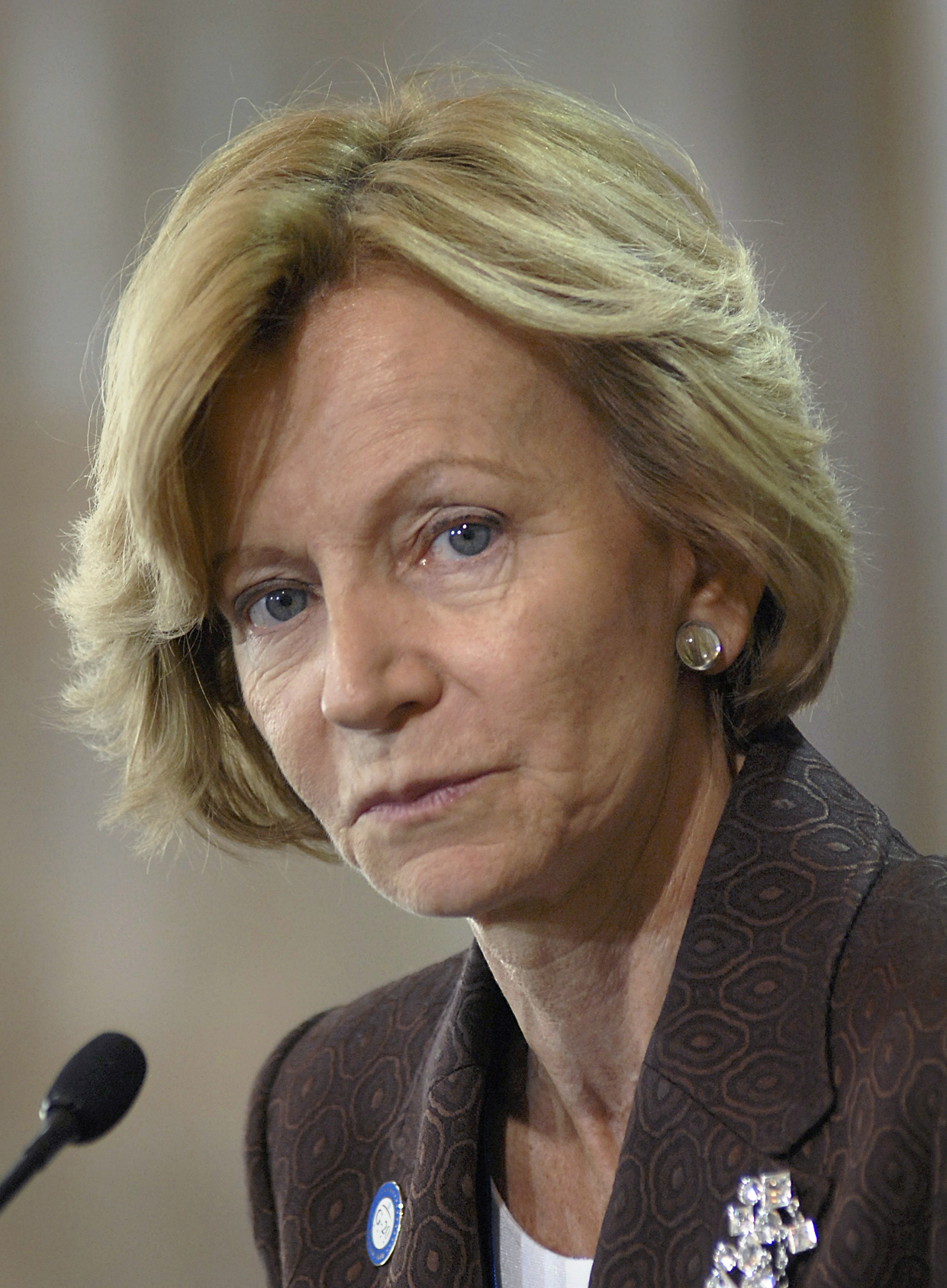
Elena Salgado, nueva ministra de Economía y Hacienda a partir de abril de 2009 en sustitución de Pedro Solbes.

Como consecuencia del incremento del gasto para estimular la demanda y la caída de los ingresos a causa de la recesión, el déficit público se disparó hasta aproximarse al 10% del PIB. El ministro de Economía y Hacienda Pedro Solbes defendió entonces la necesidad de aplicar medidas de ajuste para sanear las cuentas públicas pero el presidente Rodríguez Zapatero no estuvo de acuerdo por lo que Solbes abandonó el gobierno con la remodelación del gabinete del 7 de abril de 2009, siendo sustituido por Elena Salgado. Por esas mismas fechas el desempleo superaba la barrera de los cuatro millones de parados.
Zapatero también se negó al principio a introducir las medidas de «flexibilización» del mercado de trabajo que le exigían los empresarios y ciertos grupos liberales. Como alternativa presentó la Ley de Economía Sostenible aprobada por el Consejo de Ministros en noviembre de 2009. Se trataba de una «ley ómnibus» que se ocupaba de los más diversos temas con el objetivo de alcanzar un «patrón de crecimiento que concilie el desarrollo, económico, social y ambiental en una economía productiva y competitiva, que favorezca el empleo de calidad, la igualdad de oportunidades y la cohesión social, y que garantice el respeto ambiental y el uso racional de los recursos naturales». Sin embargo, el proyecto de ley apenas tuvo repercusión entre la opinión pública, excepto el apartado conocido como la «Ley Sinde» que establecía el canon digital, y su tramitación parlamentaria fue extremadamente lenta por lo que no se aprobó hasta el 4 de marzo de 2011.
Un mes antes de la dimisión de Solbes el Banco de España intervino la Caja Castilla-La Mancha que se encontraba técnicamente en quiebra, lo que puso en evidencia la fragilidad del sistema financiero, y sobre todo de las Cajas de Ahorro, lo que contradecía las afirmaciones del gobierno sobre su fortaleza y buena salud. Durante los años del «boom» las Cajas de Ahorro habían sido las principales financiadoras de constructoras y urbanizadoras y de sus clientes por lo que cuando la burbuja inmobiliaria española estalló en 2007-2008 se encontraron con que muchos de los créditos que habían concedido no iban a poderlos recuperar, creando un enorme agujero en sus cuentas. Para hacer frente a las dificultades ya no pudieron recurrir al mercado exterior como habían hecho hasta entonces a causa de la crisis internacional, por lo que restringieron el crédito, con el consiguiente impacto recesivo sobre la actividad económica, agravando con ello la crisis.
Las cajas más expuestas al negocio del «ladrillo» se encontraron al borde de la bancarrota, por lo que el Banco de España impulsó la fusión de las más problemáticas con las más sanas para «limpiar» los balances junto con su «bancarización», al privatizarse su patrimonio dejando de ser entidades públicas. Así se pasó de las 45 cajas de antes de la crisis a 15 en 2010, pero el Estado tuvo que aportar dinero público a través del FROB para sanear algunas de ellas y hacer posible las fusiones. La más importante fue la de CajaMadrid y de la valenciana Bancaja, que dio nacimiento a Bankia, convertida en la tercera entidad financiera del país.

### El giro hacia las «políticas de ajuste» (mayo de 2010)

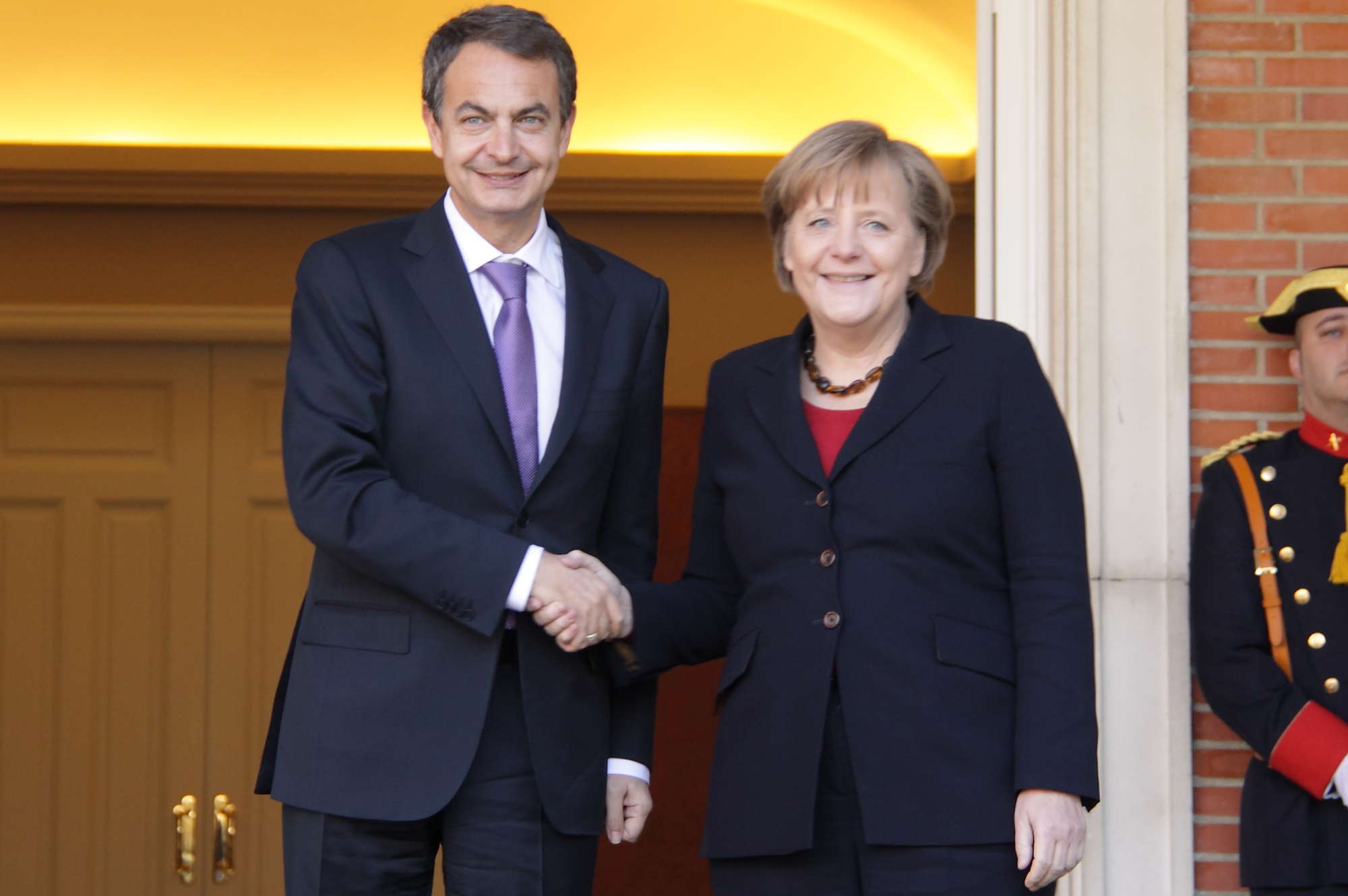
El presidente Rodríguez Zapatero y la canciller alemana Angela Merkel, la principal responsable de la imposición de las políticas de «ajuste» a Irlanda y a los países del sur (palacio de La Moncloa, febrero de 2011).

En los primeros meses de 2010 la difícil situación económica se agravó a causa del estallido de la crisis de la deuda soberana europea iniciada por la declaración de insolvencia de Grecia. Enseguida la deuda del resto de los países de la zona euro que, como Grecia, presentaban un fuerte déficit en su balanza de pagos —fundamentalmente Irlanda y los países del sur, incluida España— comenzó a ser «atacada» en los mercados financieros con el consiguiente aumento de la «prima de riesgo» respecto del bono alemán, que era el título de referencia, y ello a pesar de que la deuda del Estado en España solo representaba un 20% de la deuda total –y hasta 2007 había mantenido unas cuentas saneadas—, mientras que el 80% restante correspondía a las familias y a las empresas. Entonces los países acreedores de la zona euro, encabezados por Alemania, y con el apoyo del Banco Central Europeo, la Comisión Europea y el FMI, impusieron a los deudores la disminución de su gasto público para reducir el déficit presupuestario generado por la caída de los ingresos fiscales a causa de la recesión y por la aplicación de los paquetes de estímulo para salir de ella.
En el caso de España el déficit público se había disparado hasta alcanzar el 11,2% del PIB en 2009 a causa fundamentalmente de la caída de los ingresos que entre 2007 y 2010 se redujeron un 20,5% —sobre todo por el descenso de la recaudación en el impuesto de sociedades—, con lo que la prima de riesgo de la deuda española empezó a crecer hasta situarse cerca de los 200 puntos básicos respecto del bono alemán. El ultimátum de las instituciones europeas al gobierno español para que redujera el déficit presupuestario se produjo en la reunión del Consejo Europeo del 9 de mayo de 2010. Tres días después, el 12 de mayo, el presidente del gobierno Rodríguez Zapatero anunció en el Congreso una drástica reducción del gasto público por valor de 15.000 millones de euros. El «ajuste», que pretendía reducir el déficit público hasta en 3% en 2014, consistió en la reducción de los sueldos de los funcionarios un 5% de media, la congelación de las pensiones —excepto las no contributivas—, la eliminación del cheque-bebé, el recorte de 6.000 millones en inversión pública y la reducción de las prestaciones previstas en la ley de dependencia. Se consumó así el giro de la política económica del gobierno socialista que asumió la tesis —o se vio obligado a asumirla pues no podía seguir aplicando políticas expansivas con la prima de riesgo subiendo— de que las políticas de austeridad y de «reformas estructurales» eran las únicas posibles para salir de la crisis. El efecto inmediato de la nueva política de «ajuste» —también llamada de «consolidación fiscal»— fue cortar de raíz la incipiente recuperación y provocar el estancamiento de la economía y finalmente la caída en una nueva recesión a finales de 2011, con el consiguiente aumento del desempleo. Aunque Zapatero consiguió evitar el rescate, a diferencia de Grecia, Irlanda y Portugal, el cambio de orientación de la política económica «tendrá notables repercusiones en la imagen del gobierno Zapatero, ya deteriorada por su política errática de la crisis económica, y ahora gravemente lesionada».
La política de ajuste fue acompañada de la reforma de las Cajas de Ahorros —que eran las entidades de crédito más endeudadas como consecuencia del estallido de la «burbuja inmobiliaria»— y de la introducción de tres importantes «reformas estructurales» referidas al mercado de trabajo, a las pensiones y a la negociación colectiva, y que siguieron las directrices de las instituciones europeas, que las consideraban imprescindibles para salir de la crisis. El gobierno aprobó la reforma del mercado de trabajo en septiembre de 2010 con el propósito de hacerlo más «flexible» pero evitando al mismo tiempo el abaratamiento del despido, lo que no contentó ni a los sindicatos ni a la patronal —entre otras medidas se extendió el despido procedente, con una indemnización de 20 días por año trabajado, a los casos en los que las empresas que tuvieran pérdidas «actuales o previstas» y se estableció una duración máxima para los contratos de obra, para impedir que se utilizaran como contratos indefinidos sin los derechos que acarreaban éstos—. En cuanto a las pensiones, la nueva ley aprobada en junio de 2011 elevó la edad de jubilación de los 65 a los 67 años y amplió el periodo de cómputo para el cálculo de la pensión de 15 a 25 años, además de aumentar de 35 a 38 años y medio el periodo de cotización para cobrar la pensión máxima. Por último, ante la falta de acuerdo entre sindicatos y patronal el gobierno aprobó también en junio de 2011 un Real Decreto Ley que «flexibilizaba» el sistema de negociación colectiva.
La nueva política económica fue muy criticada por los sindicatos y otros sectores de la izquierda sobre todo porque actuó sobre el gasto y dejó los ingresos sin tocar —los impuestos directos se mantuvieron como estaban y solo se subió el tipo general del IVA del 16 al 18%—. Así los sindicatos CC OO y UGT convocaron una huelga general para el 29 de septiembre de 2010, la primera desde que Zapatero estaba en el poder, y aunque tuvo un seguimiento desigual selló la ruptura de las buenas relaciones que habían mantenido hasta entonces las dos centrales sindicales mayoritarias con el gobierno.

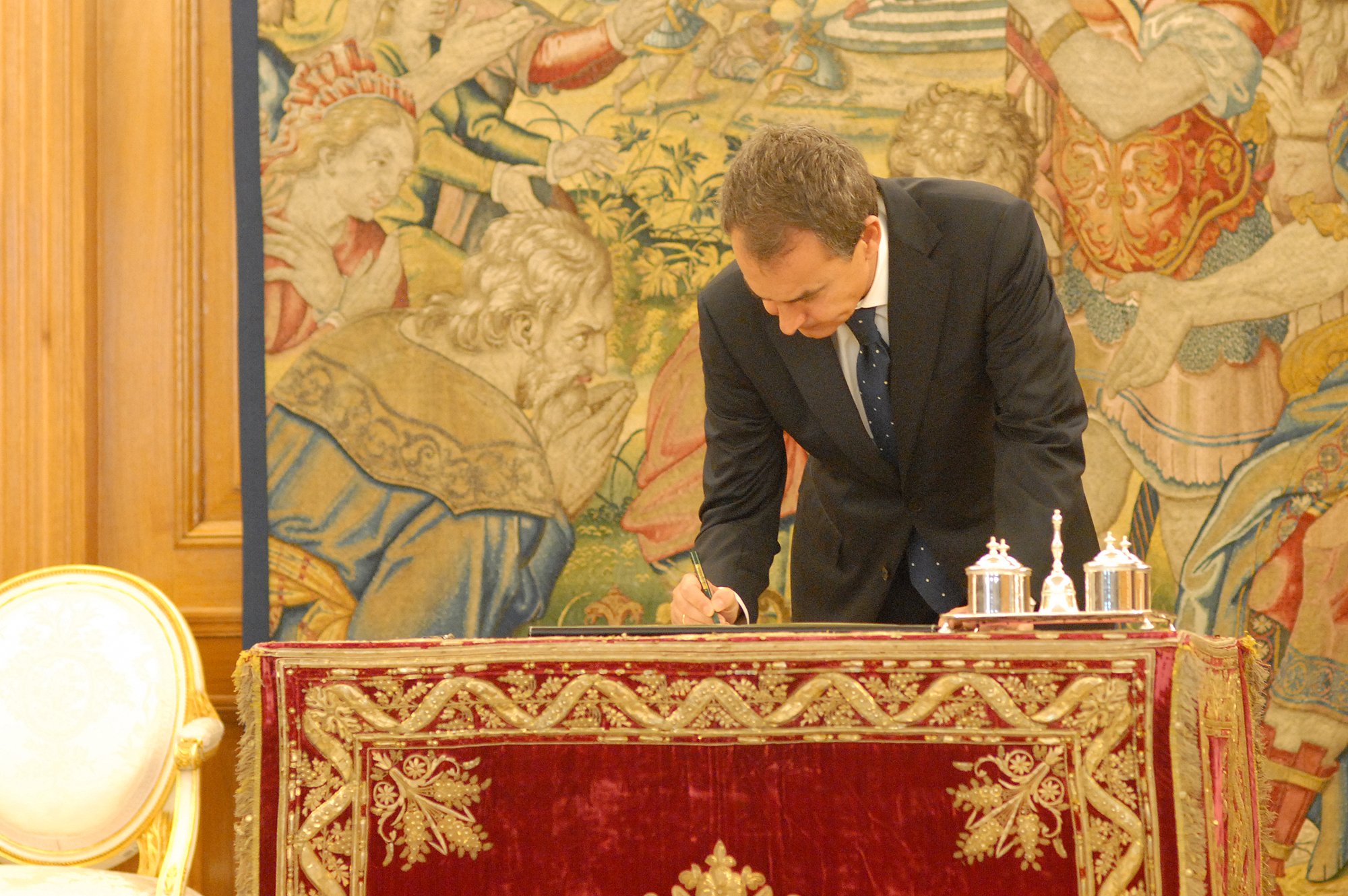
El presidente Rodríguez Zapatero firma la reforma del artículo 135 de la Constitución.

Las políticas de «ajuste» y las «reformas estructurales» emprendidas por el gobierno, sin embargo, no consiguieron aliviar la presión sobre la deuda pública cuya prima de riesgo siguió subiendo. En el verano de 2011 la situación se hizo insostenible y el Banco Central Europeo se decidió a actuar comprando deuda pública española e italiana —cuya prima de riesgo también se había disparado, como anteriormente la de Grecia, Portugal e Irlanda, lo que les había obligado a pedir el «rescate europeo»—. A cambio el BCE, con el apoyo de Alemania, exigió nuevas «reformas estructurales» tanto a Italia como a España. La respuesta del gobierno de Rodríguez Zapatero fue proceder rápidamente a la reforma del artículo 135 de la Constitución de 1978, en lo que contó con el inmediato apoyo del Partido Popular, para establecer el compromiso del Estado y de las comunidades autónomas de no «incurrir en un déficit estructural que supere los márgenes establecidos, en su caso, por la Unión Europea para sus Estados Miembros». Según Ignacio Sánchez-Cuenca, esta reforma de la Constitución hecha a toda prisa y sin el debate público necesario «fue la decisión de Zapatero más cuestionable de toda su etapa de presidente».
La percepción generalizada sobre la gestión económica del gobierno de Rodríguez Zapatero durante la «legislatura de la crisis» fue que había fracasado, a pesar de haber conseguido evitar el rescate. Esa percepción fue clave para la aplastante victoria del Partido Popular en las elecciones generales de noviembre de 2011.

### La crisis política

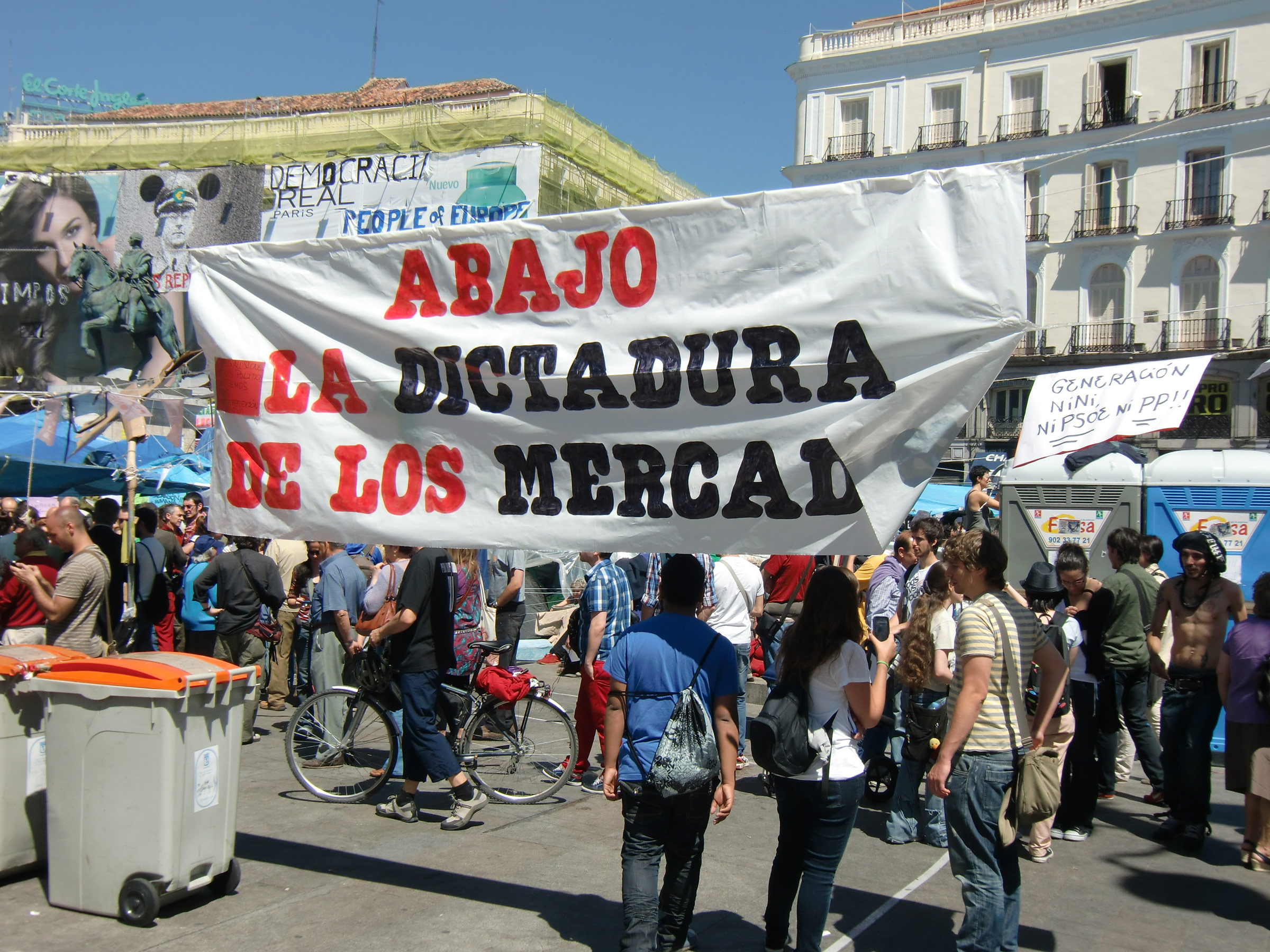
Pancarta de la acampada del Movimiento 15-M en la Puerta del Sol de Madrid (mayo-junio de 2011)

La profunda crisis económica se tradujo en una crisis política desde el momento en que la falta de confianza en la capacidad del gobierno para afrontarla se trasladó al toda la «clase política» y al conjunto del sistema. Como ha señalado Ignacio Sánchez-Cuenca, «cuando la tasa de paro se dispara y hay tanta gente sin ningún horizonte laboral, cunde el desánimo y la irritación que se canaliza a los políticos. […] Y lo mismo vale para el empobrecimiento de amplias capas de la población, los desahucios, la pobreza energética, la desnutrición infantil y otros problemas sociales que han surgido durante la crisis: todos ellos constituyen una razón muy poderosa para que el ciudadano se sienta fuertemente decepcionado con la política». A esto habría que añadir la extendida sensación de que la crisis se había cebado con los más débiles, y de que por tanto la distribución de los sacrificios estaba siendo injusta, y también la percepción de que los gobiernos eran impotentes ante los poderes financieros y las instituciones supranacionales que como el FMI, el BCE o la Comisión Europea no estaban sometidas a ningún control democrático.

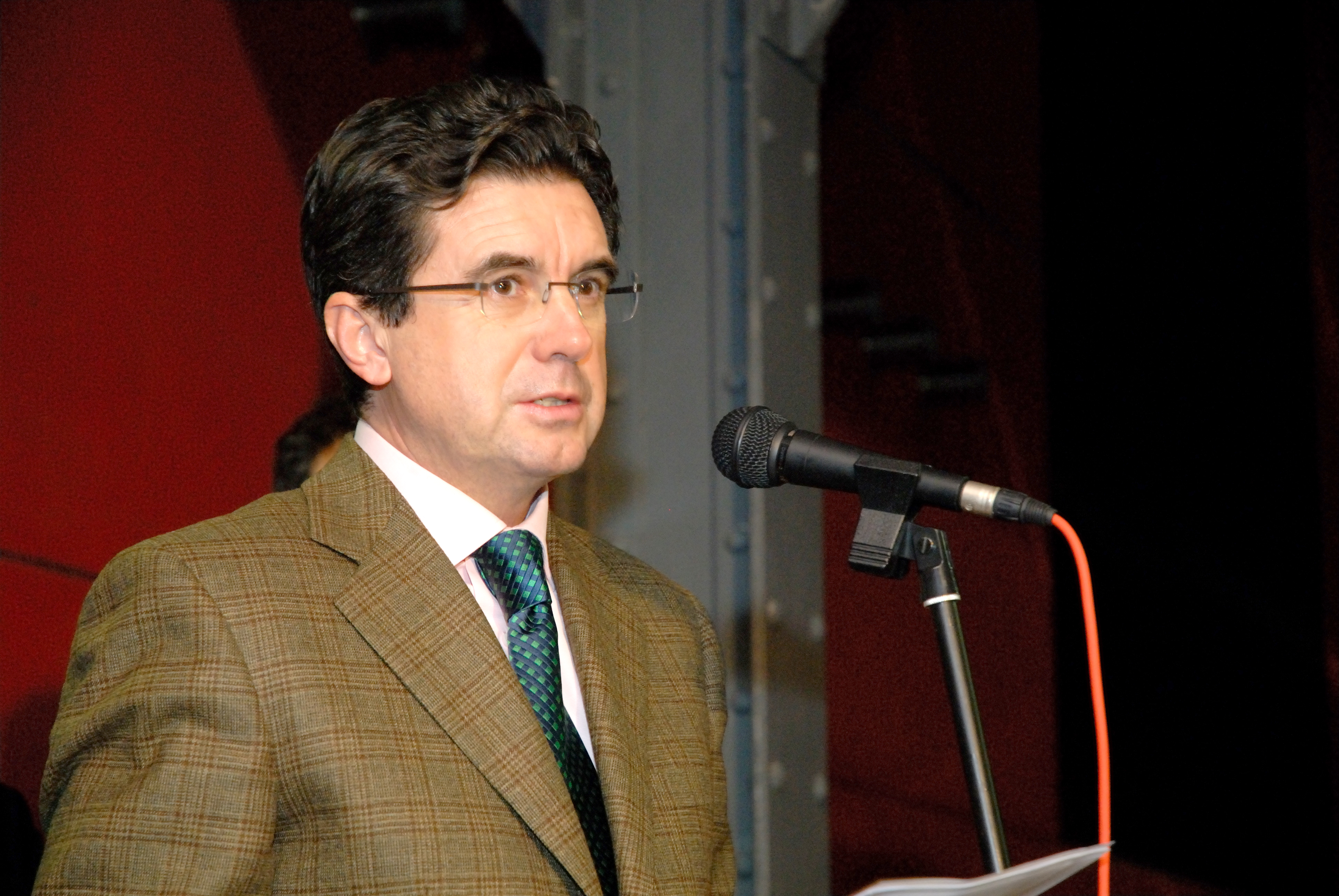
Jaume Matas, presidente del gobierno balear entre 2003 y 2007 por el Partido Popular, acusado de varios delitos a raíz del caso Palma Arena.

Otro factor para explicar la crisis política fueron los escándalos de corrupción en los que se vieron envueltos bastantes políticos. En 2009 saltaba a la luz el caso Gürtel que afectó al Partido Popular, especialmente el de la Comunidad Valenciana —el presidente de la Generalidad Valenciana Francisco Camps tuvo que dimitir en julio de 2011, solo tres meses después de haber vuelto a ganar las elecciones autonómicas valencianas, aunque luego fue declarado inocente por un jurado popular—, y el de la Comunidad de Madrid. Un año antes se había iniciado la instrucción del caso Palma Arena que afectó al PP de Baleares y en el que fue imputado el expresidente balear Jaume Matas, y del que derivó la imputación en 2011 del yerno del rey Iñaki Urdangarín, un caso que tuvo una enorme repercusión mediática y que hizo un daño enorme a la imagen de la monarquía —pasó de una valoración de 5,54 en 2008 a 4,89 en 2011, según el barómetro del CIS—. El PSOE también se vio afectado por los escándalos, siendo el de mayor repercusión el caso de los ERE de Andalucía cuya instrucción comenzó en marzo de 2011.
La valoración del gobierno, de su presidente y del PSOE fue cayendo en las encuestas. Lo que García de Cortázar y González Vesga han llamado el «particular vía crucis del PSOE» comenzó en marzo de 2009 cuando se celebraron las elecciones a los Parlamentos gallego y vasco. Aunque en Euskadi el socialista Patxi López fue investido como lehendakari —gracias al apoyo de los diputados del PP—, en Galicia el Partido Popular encabezado por Alberto Núñez Feijoo consiguió la mayoría absoluta y desalojó del poder a la coalición PSG-BNG que había gobernado Galicia desde 2005. El retroceso socialista y el avance popular se confirmó en las elecciones al Parlamento Europeo de 2009, en las que el PP venció por primera vez al PSOE en unas elecciones generales desde 2004.
La caída en la valoración del gobierno socialista hasta alcanzar valores ínfimos se produjo sobre todo después del giro de la política económica de mayo de 2010. Solo en los cuatro meses siguientes se registró una pérdida de cuatro puntos en la intención de voto socialista. La primera confirmación del desplome se produjo en las elecciones catalanas de noviembre de 2010 en las que el Partido de los Socialistas de Cataluña perdió nueve diputados, y el tripartit que llevaba gobernando Cataluña desde 2003 fue desalojado del poder por CiU gracias al apoyo del Partido Popular —el convergente Artur Mas sustituyó al socialista José Montilla al frente de la Generalidad de Cataluña—.

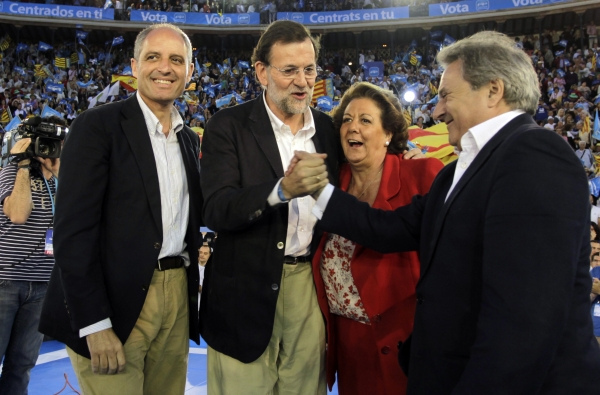
Mariano Rajoy en un mitin en la Plaza de Toros de Valencia, acompañado de Francisco Camps, Rita Barberá y Alfonso Rus.

A partir de entonces comenzó la presión de los dirigentes del PSOE para que Rodríguez Zapatero anunciara si se presentaría o no a las siguientes elecciones generales. El 2 de abril de 2011, mes y medio antes de que se celebraran las elecciones municipales y autonómicas, Zapatero comunicó que no sería el cabeza de lista en las próximas elecciones. Sin embargo, la renuncia de Zapatero no evitó el descalabro socialista ya que el PSOE se situó 10 puntos por debajo del Partido Popular. El Partido Popular se hizo con el gobierno de 34 capitales de provincia, mientras que el PSOE solo mantuvo nueve, además de las ciudades de Vigo y Hospitalet de Llobregat entre las ciudades de más de 250.000 habitantes. Y de las 13 comunidades en disputa solo Asturias, Navarra y Canarias escaparon al control del Partido Popular, y de las tres únicamente Asturias fue gobernada por el PSOE. Posiblemente el triunfo más significativo del PP fue el de Castilla-La Mancha, una comunidad autónoma que desde su constitución había estado gobernada por el PSOE y que ahora pasaba a presidirla la secretaria general del PP, María Dolores de Cospedal. Otro gobierno emblemático que obtuvo el PP fue el de Extremadura, en este caso gracias a la abstención de Izquierda Unida que se negó a apoyar al candidato socialista.

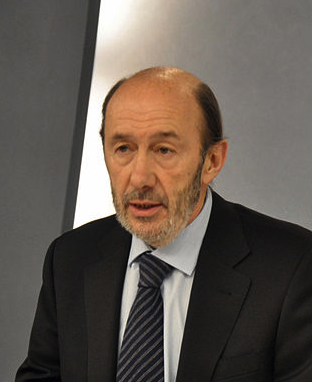
Alfredo Pérez Rubalcaba, ministro del Interior, vicepresidente y portavoz del gobierno hasta el 12 de julio de 2011, cuando fue designado por el PSOE como candidato a la presidencia del gobierno.

Tras las elecciones municipales y autonómicas se abrió el proceso de primarias en el PSOE para que los militantes eligieran al candidato del partido a la presidencia del gobierno en las próximas elecciones generales. Se presentaron el vicepresidente del gobierno Alfredo Pérez Rubalcaba y la ministra de Defensa Carme Chacón, pero ésta se retiró cuando «se produjo una oscura e inquietante operación» para suspender las primarias y proclamar por aclamación a Rubalcaba. Sin embargo, «a la vista de los [desastrosos] resultados del 20-N, no parece que el liderazgo de Rubalcaba consiguiera suavizar la derrota traumática y sin paliativos que ese día se produjo».

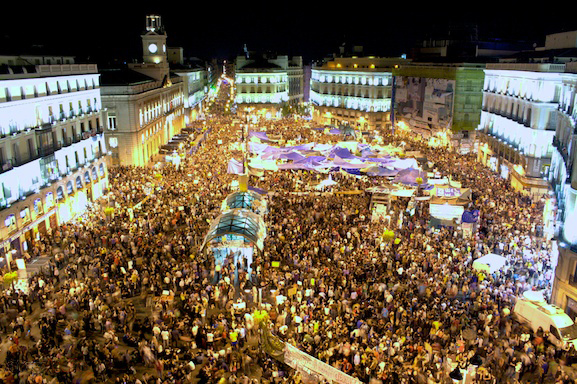
Puerta del Sol el 20 de mayo de 2011

El domingo anterior a la celebración de las elecciones municipales y autonómicas, 15 de mayo de 2011, se produjeron manifestaciones de «indignados», en su mayoría jóvenes, en las principales ciudades españolas convocadas por la plataforma «¡Democracia Real Ya!». Al día siguiente un grupo de ellos decidió acampar en la Puerta del Sol de Madrid, tomando como ejemplo la plaza Tahrir de El Cairo, cuya revuelta había iniciado la «primavera árabe» de Egipto. El desalojo por la policía no hizo sino aumentar el número de acampados que acabaron ocupando toda la plaza y consiguiendo una gran cobertura mediática nacional e internacional, además de que su ejemplo se extendió rápidamente a las plazas de muchas ciudades, como la Plaza de Cataluña de Barcelona. Allí permanecieron durante varias semanas.
Uno de los eslóganes más repetidos en las asambleas que celebraron los acampados fue el de «¡No nos representan!» en referencia a los grandes partidos políticos, con lo que «transmitían con gran contundencia la frustración de muchos ciudadanos ante las elites políticas y económicas del país». Así nació el que sería conocido como el movimiento 15-M que entre otros objetivos se proponía acabar con los privilegios de los «poderosos», especialmente onerosos en el contexto de la crisis. Fue, en fin, «una expresión de ira contenida y de crítica profunda a la democracia representativa de partidos políticos».

### La «cuestión territorial»: el desafío del independentismo en Cataluña y el fin de ETA

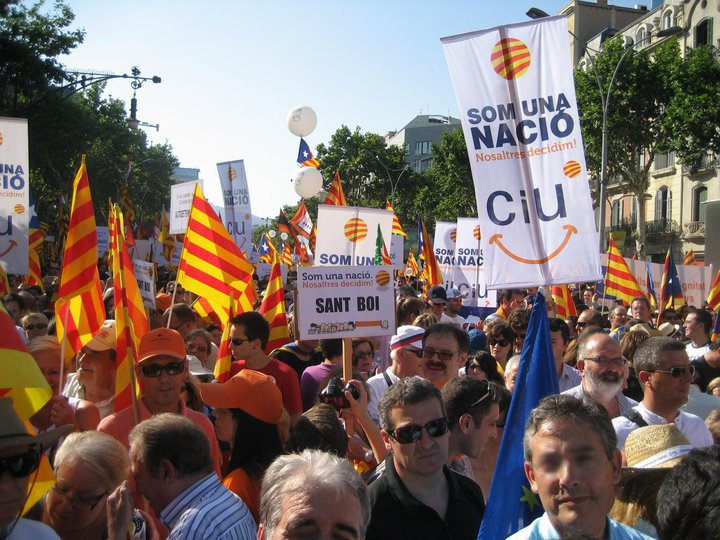
Manifestación "Som una nació. Nosaltres decidim" celebrada en Barcelona el 9 de julio de 2010 en respuesta a la sentencia del Tribunal Constitucional sobre el Estatuto de Autonomía de Cataluña de 2006.

Otro elemento importante de la crisis política fue el espectacular crecimiento del independentismo en Cataluña especialmente a raíz de la publicación a finales de junio de 2010 de la sentencia del Tribunal Constitucional sobre el Estatuto de Autonomía de Cataluña de 2006, que después de cuatro años de deliberaciones supuso un duro golpe a las aspiraciones del nacionalismo catalán en temas tan sensibles como la identidad «nacional», la lengua, la administración de justicia o la posibilidad de disponer de una Hacienda propia. El 9 de julio de 2010 se celebró en Barcelona una gran manifestación de rechazo a la sentencia con el lema Som una nació, nosaltres decidim, a la que acudieron todos los partidos catalanes excepto el Partido Popular y Ciutadans, y que derivó en un plebiscito a favor de la independencia. Durante la misma el presidente de la Generalidad, el socialista José Montilla, se vio obligado a abandonar la manifestación entre fuertes medidas de seguridad presionado por grupos independentistas radicales. Cuatro meses después se celebraron las elecciones al parlamento catalán que ganó CiU y su líder Artur Mas fue investido como nuevo presidente de la Generalidad.
En el País Vasco el parlamento aprobó por estrecho margen el proyecto del lehendakari Juan José Ibarretxe de convocar una consulta sobre el «derecho a decidir» del «pueblo vasco» pero fue anulada por el Tribunal Constitucional. Como respuesta el gobierno vasco convocó una manifestación en Bilbao para el mismo día en que estaba previsto realizar la consulta, el 25 de octubre de 2008, bajo el lema «Sí a Eukalherria. Sí a la paz. Sí a decidir». Al año siguiente se celebraron las elecciones al parlamento vasco en las que no se pudo presentar ningún grupo de la izquierda abertzale y en las que el Partido Socialista de Euskadi-PSOE formó gobierno gracias al apoyo de los diputados del Partido Popular. Así por primera vez desde la recuperación de la democracia, el PNV fue desalojado del poder y un político no nacionalista vasco, el socialista Patxi López, ocupó la presidencia del gobierno vasco.

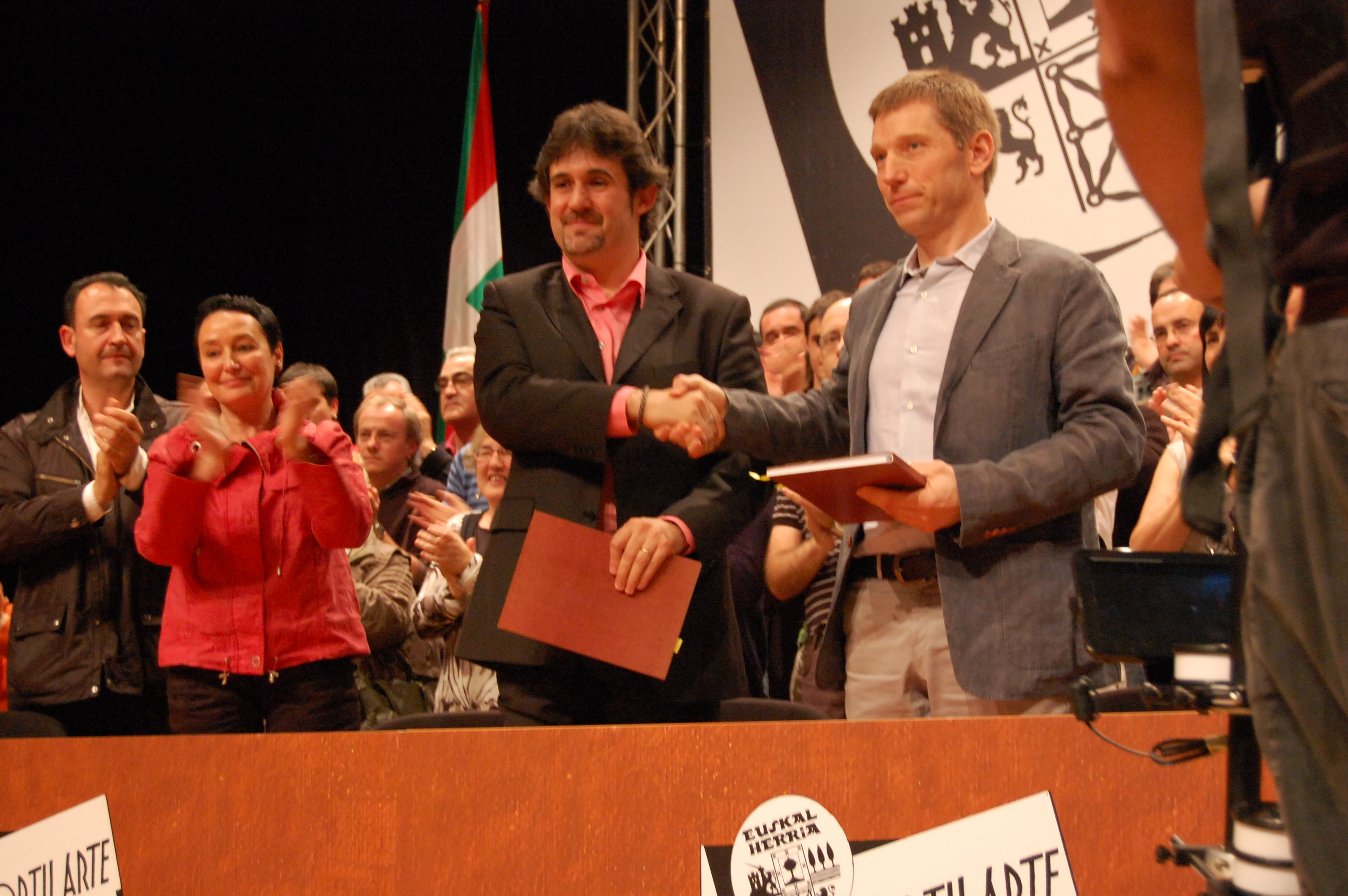
Rufi Etxeberria, por la izquierda abertzale, y Pello Urizar, por Eusko Alkartasuna se dan la mano tras la firma en junio de 2010 del Acuerdo estratégico entre Eusko Alkartasuna y la izquierda abertzale que constituirá el primer paso para formar la coalición Bildu.

El cambio de gobierno en Euskadi, la salida de las instituciones de los grupos herederos de Batasuna y la eficaz lucha de las fuerzas y cuerpos de seguridad del Estado contra ETA —en menos de dos años fueron detenidos todos los miembros de la dirección que había impuesto en 2007 la ruptura de la tregua—, entre otras razones, obligaron a la izquierda abertzale a replantearse su estrategia política. Así en febrero de 2010, Batasuna presentó un primer documento en el que apostaba por un «proceso democrático en ausencia de violencia», que fue seguido de la llamada «Declaración de Bruselas» en la que un grupo de intermediación internacional encabezado por el abogado sudafricano Brian Currin hizo un llamamiento a ETA para que declarara un alto el fuego permanente.
Tras el primer intento fallido con Sortu, la izquierda abertzale consiguió el aval del Tribunal Constitucional para la coalición Bildu que había formado con otras fuerzas, por lo que pudo presentarse a las elecciones municipales y forales de mayo de 2011 y en las que consiguió muy buenos resultados —la alcaldía de San Sebastián y la Diputación Foral de Guipúzcoa, pasaron a estar presididas por un miembro de Bildu—.
El 20 de octubre, a un mes de las elecciones generales españolas en las que la izquierda abertzale se presentaba dentro de la coalición Amaiur, ETA anunciaba el abandono definitivo de la «lucha armada» lo que abrió un nuevo escenario político en el País Vasco. Según Ignacio Sánchez-Cuenca, el fin del terrorismo constituyó «uno de los mayores logros de Zapatero» conseguido gracias al «proceso de paz» iniciado en la legislatura anterior que, a pesar de que ETA rompió la tregua, puso las condiciones para que la izquierda abertzale apostara por las vías pacíficas y para que ETA quedara aislada, lo que finalmente le condujo al cese definitivo de la violencia. En este sentido, Sánchez Cuenca afirma que «el Gobierno acabó con el terrorismo de ETA». Sin embargo, Fernando García de Cortázar y José Manuel González Vesga, advierten que «la gestión del final de ETA queda... muy abierta por el cambio de gobierno en Madrid, la falta de una declaración explícita de disolución de la banda y la complejidad jurídica y emocional para encontrar un arreglo aceptable a los presos y a la integración del abertzalismo en la vida política».

### Las elecciones de noviembre de 2011

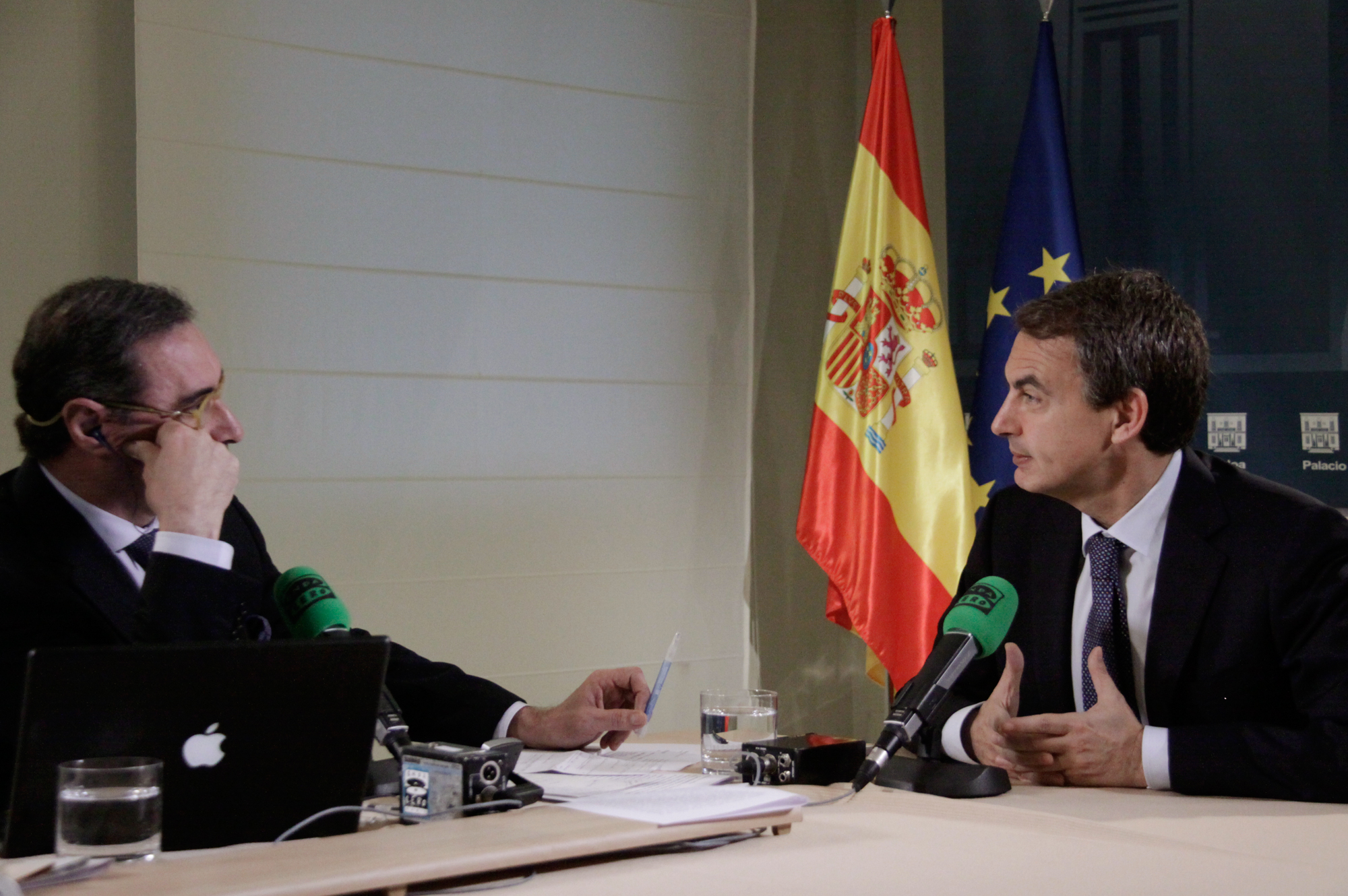
José Luis Rodríguez Zapatero entrevistado por Carlos Herrera en junio de 2011.

Ante la pérdida de apoyos a su gobierno, el presidente Rodríguez Zapatero decidió adelantar las elecciones generales previstas para marzo de 2012 al 20 de noviembre de 2011. El resultado fue una victoria aplastante del Partido Popular que consiguió la mayoría absoluta —186 diputados, tres más que en la anterior mayoría absoluta del PP en las elecciones de 2000— mientras que el PSOE registró el peor resultado de todo el reinado de Juan Carlos I pues solo logró 110 diputados, perdiendo 59 de los que obtuvo en las elecciones de 2008. El PSOE fue «víctima de la oleada conservadora, que arrasó en feudos socialistas en anteriores comicios, y de la huida en masa de los votantes izquierdistas, muchos de los cuales se refugiaron en la abstención o dirigieron sus esperanzas a IU», encabezada por Cayo Lara, que obtuvo 11 diputados. Las mayores sorpresas de las elecciones la constituyeron la UPyD de Rosa Díez que consiguió 5 diputados, la coalición vasca Amaiur —formada por Eusko Alkartasuna, Aralar, Alternatiba y la izquierda abertzale, ya presente en Bildu— que consiguió otros seis escaños con un programa de defensa del derecho de autodeterminación de Euskadi, y CiU que creció de 10 a 16 diputados, desplazando al PSC como partido más votado en Cataluña.
Los socialistas, los grandes perdedores de las elecciones, celebraron a principios de febrero de 2012 en Sevilla el XXXVIII Congreso del PSOE en el que Alfredo Pérez Rubalcaba resultó elegido secretario general por estrecho margen —solo consiguió 22 votos más que su rival Carme Chacón, de un total de 956 delegados—.